# Schwarzburg (Adelsgeschlecht)

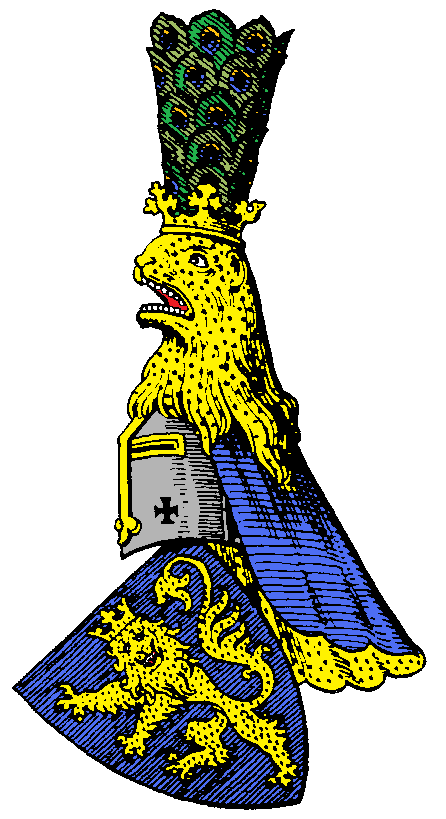
Stammwappen der Grafen von Schwarzburg

Die Schwarzburger gehörten zum alten Thüringer Hochadel. Der Stammsitz „Swartzinburg“ liegt im Tal an der Schwarza westlich von Saalfeld im Thüringer Landkreis Saalfeld-Rudolstadt und wurde 1071 erstmals urkundlich erwähnt. Im Jahr 1599 entstanden die beiden Grafschaften und späteren Fürstentümer Schwarzburg-Rudolstadt und Schwarzburg-Sondershausen. Günther Victor von Schwarzburg-Rudolstadt legte 1918 für beide zuletzt in Personalunion regierten Fürstentümer infolge der Novemberrevolution die Regierungsgeschäfte nieder und erklärte seinen Thronverzicht. Gemäß dem historischen Adelsrecht erlosch das Geschlecht der Schwarzburger mit dem Tod von Friedrich Günther von Schwarzburg 1971 im Mannesstamm.

## Vorgeschichte
→ zur Vorgeschichte siehe Sizzonen

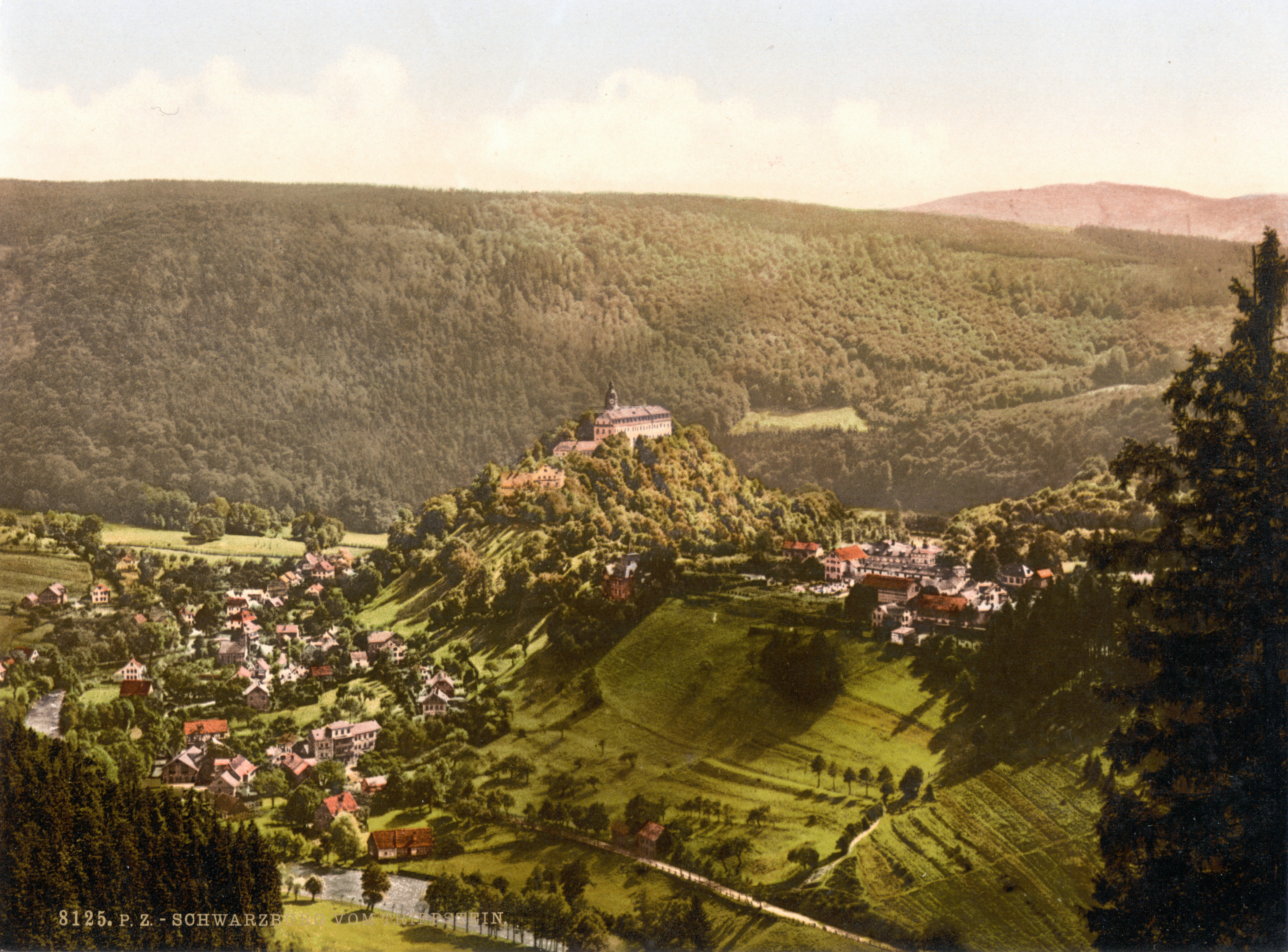
Blick auf die Stadt Schwarzburg um 1900 mit dem gleichnamigen Schloss

Schloss Schwarzburg, der Stammsitz der Familie, um das Jahr 1890

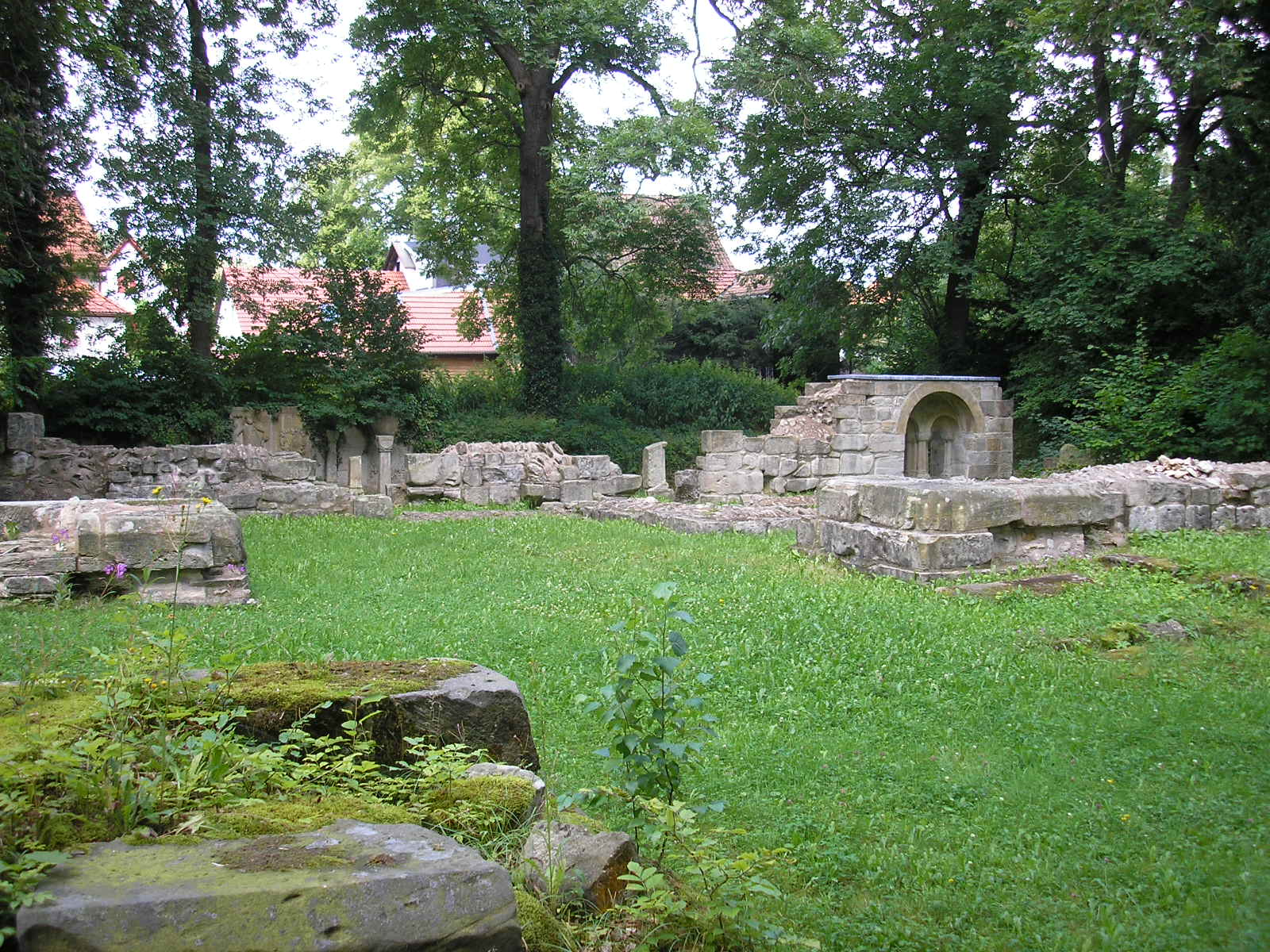
Sizzo III. stiftete um 1142 das Kloster Georgenthal, wo eine Gedenkplatte an den Grafen erinnert

Karte Thüringens aus dem Jahr 1910:

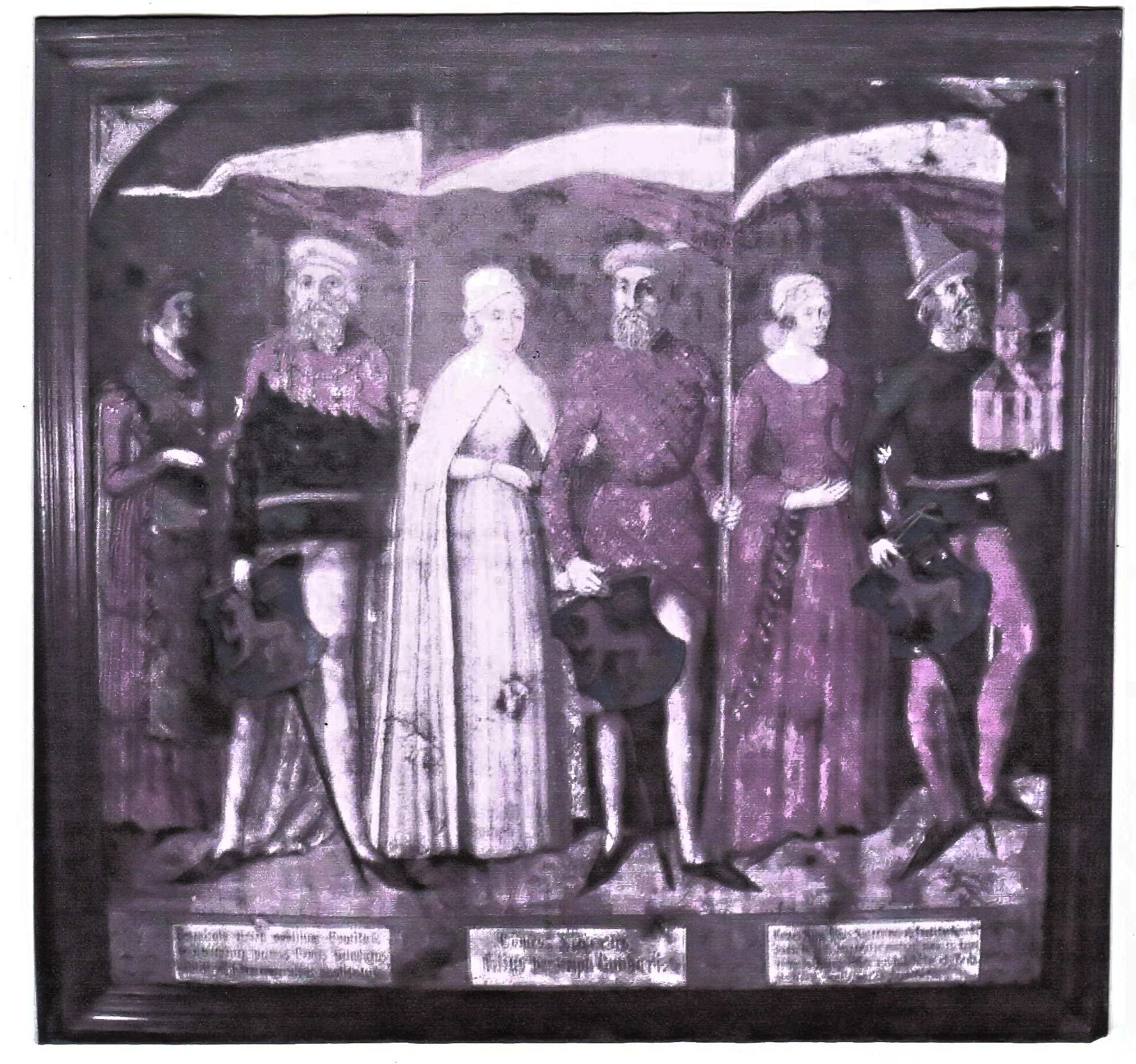
Käfernburger Gemälde mit Gundar, Sigerius und Sizzo

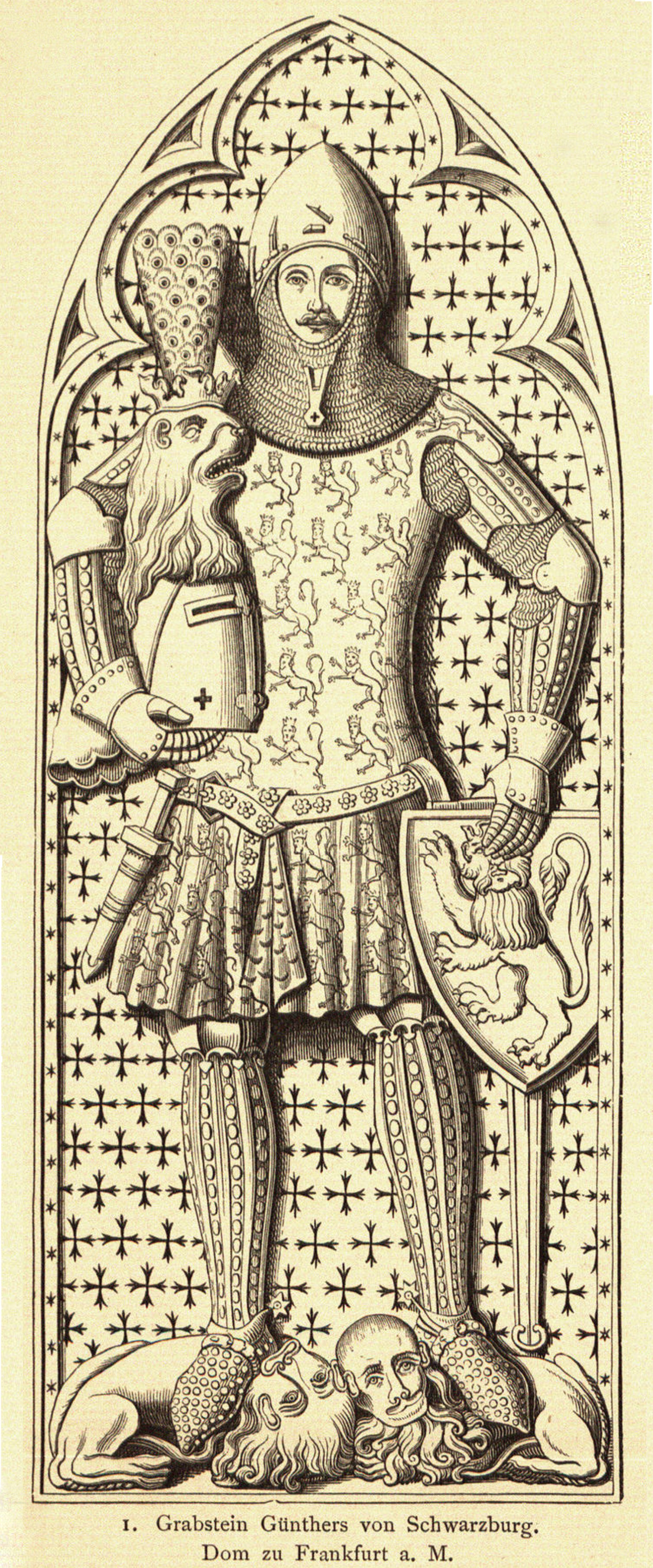
König Günther XXI. von Schwarzburg-Blankenburg

Die gesicherte Geschichte beginnt ab der Mitte des 12. Jahrhunderts. Frühere Gelehrte versuchten, eine fränkische Herkunft der Schwarzburger herzuleiten. Ein im 8. Jahrhundert lebender Gundar sei ein Ahn der Familie und ein Sohn eines fränkischen Königs gewesen. Papst Gregor II. erwähnte Gundhareo (Gundar) im Jahr 722 in einem Schreiben. Auf dem Käfernburger Gemälde werde dieser Gundar neben seinem Sohn Sigerius und seinem Enkel Sizzo dargestellt. Gundar soll der Erbauer der Käfernburg bei Arnstadt gewesen sein. Sigerius sei nach der Reinhardsbrunner Chronik sein Sohn gewesen und Sizzo habe um 1000 gelebt. Das Geschlecht soll von den Sizzonen abstammen, die am Anfang des 11. Jahrhunderts in Thüringen in Erscheinung traten.
Unter Historikern unbestritten ist die gemeinsame Abstammung der Schwarzburger und Kevernburger. Als Allodialbesitz verfügte die Familie über Ilmenau, Remda und Plaue. Unter der Herrschaft der Schwarzburger standen auch die Reichslehen Schwarzburg, Ehrenstein und Königsee. Lehen waren von Böhmen Rudolstadt, von Kurmainz Sondershausen, von Kursachsen Frankenhausen, von Sachsen-Weimar Arnstadt und von Sachsen-Gotha Ilm und Paulinzella. Hinzu kamen weitere Lehen von Fulda und Hessen-Kassel.
Sizzo III. (* um 1080, † 1160) war das erste sicher nachweisbare Familienmitglied. Er wurde in Urkunden Graf von Kevernburg genannt (1141, 1143 und 1144). Auch wurde Sizzo III. als Graf in Thüringen, Graf im Längwitzgau und Graf von Schwarzburg bezeichnet. Der Graf stiftete um 1142 das südlich von Gotha gelegene Kloster Georgenthal und war Vogt von Paulinzella. Im Schrifttum wird oftmals als dessen Vorfahre Gunther der Eremit (* um 955; † 1045) angeführt. Die Verwandtschaft ist nicht zu belegen, obschon Gunther auf der Grabplatte des Königs Günther XXI. von Schwarzburg-Blankenburg  (* 1304; † 1349) abgebildet ist. In der Zeit nach Sizzo III. bildeten sich die getrennten Grafschaften Kevernburg und Schwarzburg heraus. Die Schwarzburger konnten ihren Besitz vergrößern, die Kevernburger wurden bedeutungslos.

## Die Grafen von Schwarzburg

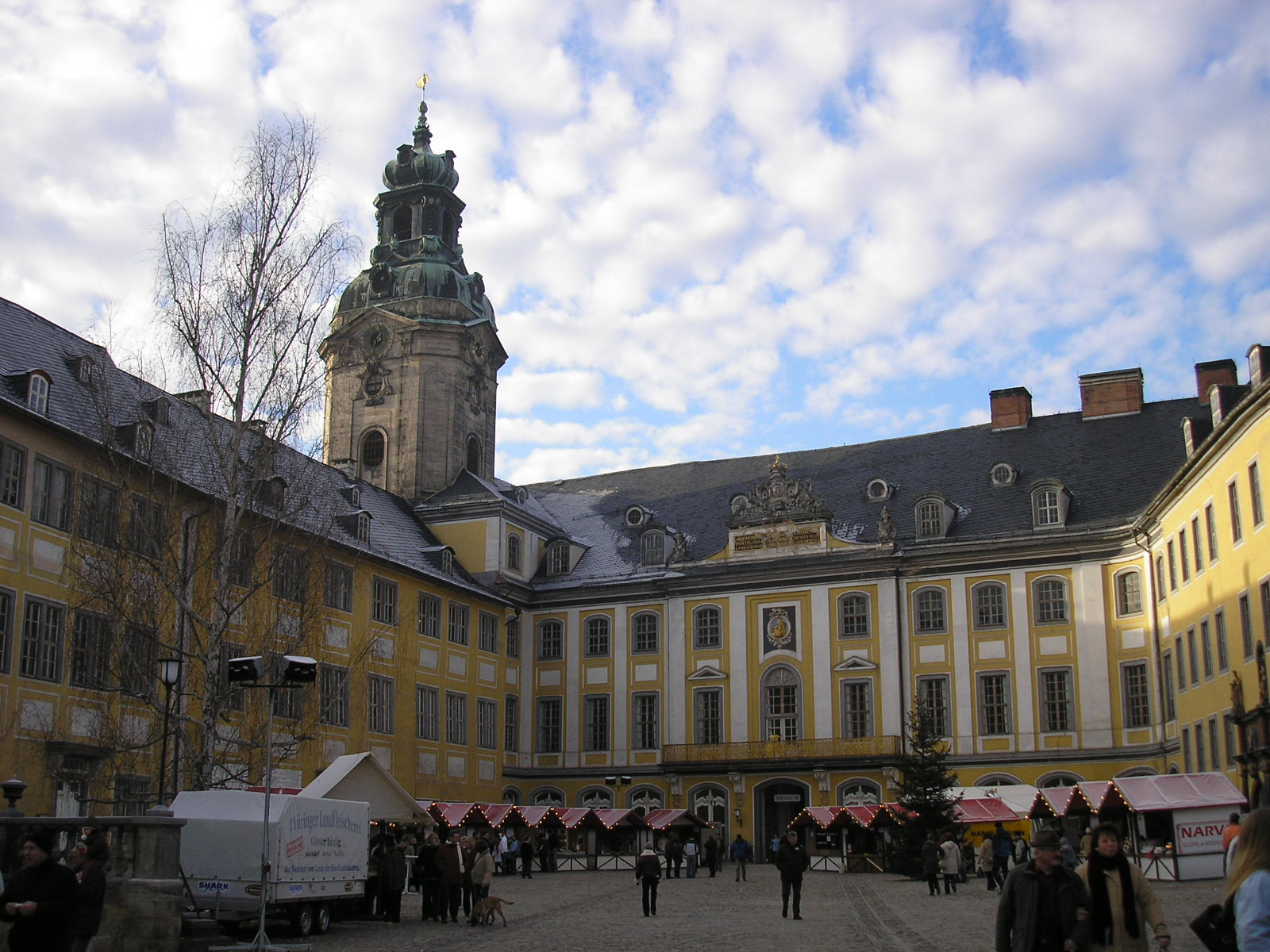
Schloss Heidecksburg in Rudolstadt, die Residenz der Fürsten von Schwarzburg-Rudolstadt

Sizzo III. von Kevernburg wurde 1103 erstmals erwähnt und nannte sich ab 1123 Graf von Schwarzburg. Er war der gemeinsame Stammvater des Hauses Kevernburg-Schwarzburg. Nach der Erstnennung des Stammsitzes Schwarzburg 1071 dauerte es noch über hundert Jahre, bis die Familienmitglieder dauerhaft den Namen Schwarzburg führten. In der Mitte des 12. Jahrhunderts bestand der Besitz der Schwarzburger aus der Käfernburg mit dem Gebiet um Arnstadt, der Schwarzburg mit dem Thüringer Wald und aus der Burg Rabenswalde bei Wiehe mit dem Gebiet der unteren Unstrut und der Finne.
Heinrich I., der älteste Sohn Sizzos III., besaß die Schwarzburg mit den dazugehörigen Ortschaften und die Hälfte der Stadt Ilm. Sein Bruder Günther II. verfügte über die Käfernburg und erbte nach dem Tod Heinrichs I. die Grafschaft Schwarzburg. Die Schwarzburger sahen erst in der Generation nach Günther II. den Beginn ihrer Eigenständigkeit. Sein Sohn Heinrich II. war der Erbe der Schwarzburg und gilt als Stammvater der Grafen und Fürsten von Schwarzburg. Er unterstützte den späteren König Philipp von Schwaben aus dem Geschlecht der Staufer bei seinen Bemühungen, im Heiligen Römischen Reich die Vormacht zu erlangen. Er stand ab 1228 auch an der Seite des Stauferkaisers Friedrich II. bei dessen Kreuzzug nach Palästina. Heinrich II. wurde zum Dank für seine Dienste mit Saalfeld und Ranis belehnt, die bis 1389 im Eigentum der Familie blieben. Der Graf hatte die drei Söhne Heinrich III. († 1259), Günther VII. († 1274) und Albrecht II. († 1278). Heinrich III. bekam nach dem Tode des Vaters die Schwarzburg und Kranichfeld, Günther VII. erhielt Blankenburg und Albrecht II. wurde finanziell abgefunden.
Günther II. war der Stifter des Hauses Kevernburg. 1191 fiel die Grafschaft Hallermund an den Grafen, wodurch mit seinem Sohn Ludolf II. die Käfernburger Nebenlinie Hallermund entstehen konnte. Mit dem Tode Ottos III. von Hallermund erlosch die Linie im Jahre 1412. Die Linie Kevernburg existierte lediglich bis 1385. Nach einer Interimsphase bei den Landgrafen von Thüringen gelangte die Käfernburg 1446 an die Schwarzburger Verwandten. Die Käfernburg blieb bei den Schwarzburgern, allerdings zerfiel das Gebäude nach dem Dreißigjährigen Krieg. Albert I. († 1236), ein Sohn von Günther III., begründete die Käfernburger Nebenlinie Rabenswalde. Die Besitzungen Alberts I. bestanden aus der Burg Rabenswalde, der Burg und der Stadt Wiehe und diversen Gebieten. Er regierte von Burg Rabenswalde aus und nannte sich Graf von Rabenswalde und Graf von Wiehe. Der Graf wurde 1249 in einer Urkunde genannt, in der er sich mit anderen Edlen der Herrschaft des Markgrafen Heinrich von Meißen unterwarf. Die Linie Rabenswalde hatte nur kurzen Bestand und erlosch mit Friedrich 1312.
Mit Günther VII. († 1274) begann erstmals die historisch bedeutende Linie Schwarzburg-Blankenburg. Nachdem sein Bruder Heinrich III. von Schwarzburg 1259 erbenlos gestorben war, fiel die Linie Schwarzburg-Blankenburg wieder mit der Linie Schwarzburg zusammen. Heinrich V. († 1285), der Sohn von Günther VII., begründete dann erneut die Linie Schwarzburg-Blankenburg. Günther IX. († 1289), der Bruder Heinrichs V., stiftete im Jahr 1274 die Linie Schwarzburg-Schwarzburg, die bis 1397 bestand. Die von der Linie Schwarzburg-Schwarzburg abgespaltenen Nebenlinien Schwarzburg-Wachsenburg (1327) und Schwarzburg-Leutenberg (1362) existierten weiter. Günther X. (XVIII.) († 1354) war Begründer der Linie Schwarzburg-Wachsenburg und residierte auf der Veste Wachsenburg bei Arnstadt. Er erhielt zusammen mit seinem Bruder Heinrich IX. um 1310 die Leuchtenburg als Pfand und 1333 als Eigentum. Die Grafen hatten neben Wachsenburg diverse Wohnsitze, darunter auch Kranichfeld. Die Familie war aus finanziellen Gründen gezwungen, die Wachsenburg 1369 an die Thüringer Landgrafen zu verkaufen. Die Seitenlinie Wachsenburg wurde 1450 nicht mehr fortgeführt. Heinrich XI. (XV.) († 1402) stiftete die Linie Schwarzburg-Leutenberg. Das Schloss und die Stadt Leutenberg wurden durch Kauf erworben, und Leutenberg wurde dauerhaft Residenz. Im Jahr 1564 erlosch die Linie Leutenberg und der Besitz ging an die daraufhin bestehende Linie Schwarzburg-Rudolstadt.
Am Anfang des 14. Jahrhunderts bauten die Schwarzburger im Flussgebiet der Gera nach Norden und entlang der Saale nach Nordosten  Besitzungen auf. Auch konnte im nördlichen Thüringen Besitz erlangt werden. Die Familie erwarb in diesem Gebiet 1338 Schlotheim und 1340 Frankenhausen, ergänzt durch eine Erbschaft. Am Ende des 14. Jahrhunderts entstanden so im nördlichen Thüringen bereits nahezu die Territorien, die später den schwarzburgischen Unterherrschaften Sondershausen und Frankenhausen entsprachen. Die Gebiete der unteren Unstrut und der mittleren Saale gingen hingegen bald wieder verloren. Rudolstadt gelangte 1334 endgültig in den Besitz der Schwarzburger.
Die Grafen von Schwarzburg hatten auch Ambitionen im Heiligen Römischen Reich. Zu den Wittelsbachern hatten sie ein äußerst gutes Verhältnis. Günther XXI. von Schwarzburg-Blankenburg, ein Enkel von Heinrich V., wirkte ab 1330 als Befehlshaber und Diplomat für Kaiser Ludwig IV. den Bayern. Als Eigenbesitz verfügte er nach einer Erbteilung lediglich über Blankenburg und ein Viertel von Saalfeld. Später kamen Arnstadt sowie im nördlichen Thüringen Schlotheim und Frankenhausen hinzu. Nach Ludwigs Tod im Oktober 1347 ließ sich Günther XXI. am 30. Januar 1349 in Frankfurt am Main als Vertreter der bayerischen Partei zum Gegenkönig zu Karl IV. aus dem Haus Luxemburg wählen. Am 6. Februar des gleichen Jahres fand die Krönung in Frankfurt statt. Günther XXI. konnte seinen Anspruch jedoch nicht durchsetzen und verzichtete am 26. Mai 1349 im Vertrag von Eltville auf die Königsrechte. Er erhielt eine finanzielle Kompensation und eine Amnestie für seine Anhänger. Kurze Zeit später erkrankte er schwer und starb am 14. Juni 1349 im Johanniterkloster in Frankfurt, vermutlich an der Pest. Seine Ruhestätte fand der Graf als einziger deutscher König im Kaiserdom St. Bartholomäus zu Frankfurt.
Die Schwarzburger waren auch Akteure im Thüringer Grafenkrieg zwischen 1342 und 1346. Als Ergebnis der Thüringer Grafenfehde wurde Thüringen territorial umgegliedert und blieb daraufhin bis 1918 im Wesentlichen unverändert. Bei den einzelnen Fürstentümern waren die Veränderungen durch Landesteilungen allerdings signifikant. Hegemonialmacht waren nach dem Krieg die Wettiner, deren Hauptgegner die Grafen von Orlamünde und die Grafen von Schwarzburg. 1389 waren die Schwarzburger gezwungen, Saalfeld an die Wettiner zu verkaufen. Die Herrschaft Ranis mit Kamsdorf und Goßwitz ging ebenfalls an die Wettiner. Wenngleich dem Machtstreben der Schwarzburger eine Grenze gesetzt wurde, blieben sie wie auch die Reußen historisch präsent.
Unter der Herrschaft von Günther XL. von Schwarzburg (* 1499; † 1552) aus der Linie Schwarzburg-Blankenburg waren die schwarzburgischen Besitzungen nahezu vereint. Die Reformation brachte gesellschaftliche Veränderungen. Er hinterließ die vier Söhne Albrecht, Johann Günther, Günther und Wilhelm. Die beiden zuletzt genannten Grafen starben kinderlos. Die Linien der Regenten Albrecht VII. und Johann Günther I. wurden die geschichtlich relevanten. Es entstanden die Linien Schwarzburg-Rudolstadt und Schwarzburg-Sondershausen, die anfangs als Linie zu Arnstadt bezeichnet wurde. Eine Aufteilung in zwei neu geschnittene Territorien wurde im Stadtilmer Vertrag vom 21. November 1599 festgelegt. Die Gebiete der beiden Grafschaften und späteren Fürstentümer Schwarzburg-Rudolstadt und Schwarzburg-Sondershausen veränderten sich dann über 300 Jahre bis 1918 nicht mehr. Die Territorien zählten im Heiligen Römischen Reich zum Obersächsischen Reichskreis.

## Die Schwarzburger Fürstentümer

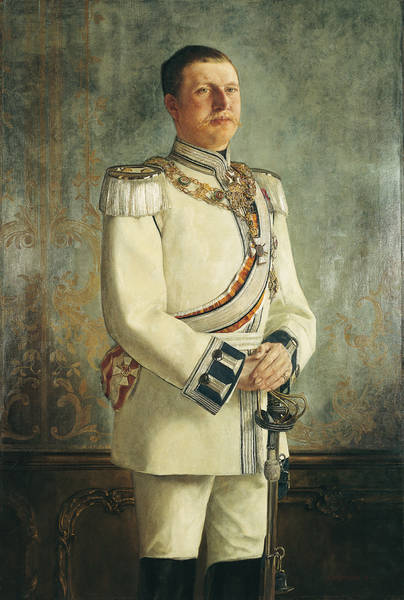
Günther Victor regierte bis 1918 die schwarzburgischen Fürstentümer

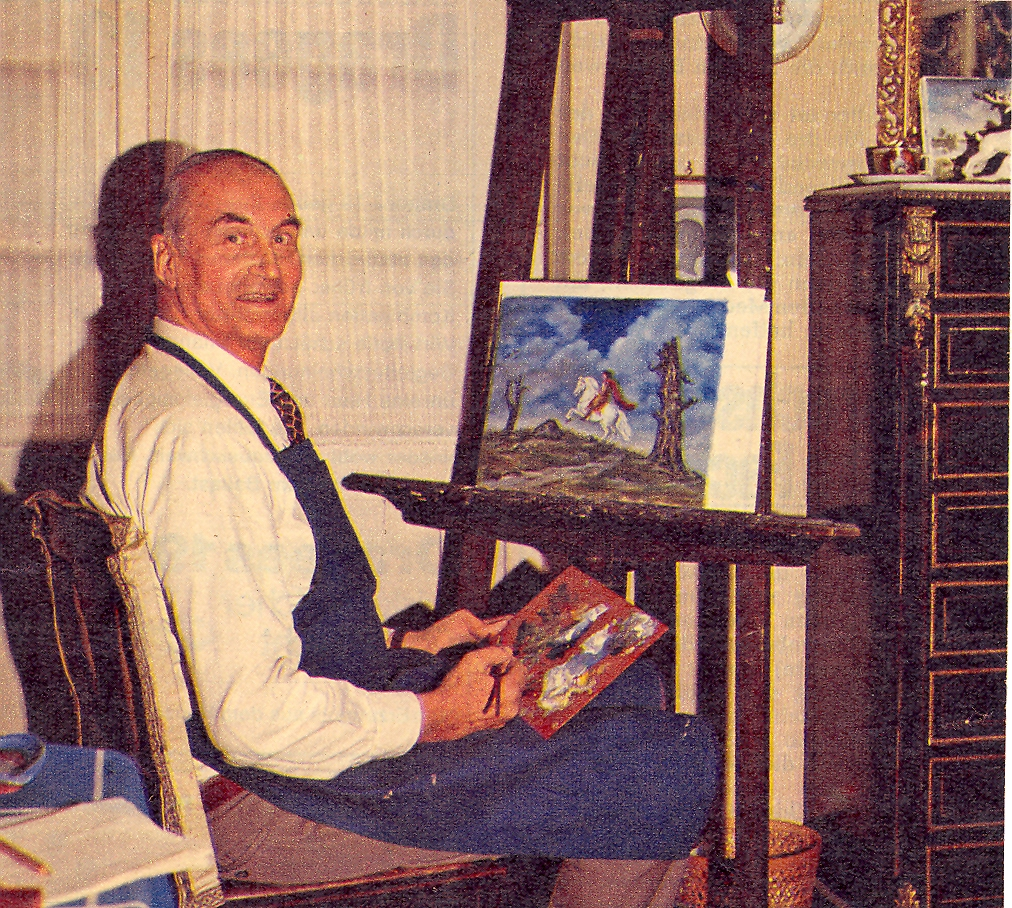
Prinz Friedrich Günther verstarb 1971 und war der letzte Chef des Hauses Schwarzburg.

Aus den beiden voneinander unabhängigen Grafschaften Schwarzburg-Rudolstadt und Schwarzburg-Sondershausen entwickelten sich Fürstentümer. Kaiser Leopold I. sprach 1697 die Erhebung in den Reichsfürstenstand aus. Christian Wilhelm nahm die Standeserhöhung für Schwarzburg-Sondershausen an. Hingegen lehnte Albert Anton diese aus verschiedenen Gründen für Schwarzburg-Rudolstadt ab. Für die Rudolstädter Linie wurde sie 1710 von Kaiser Joseph I. erneut ausgesprochen und akzeptiert. Die Einführung der Primogenitur verhinderte zukünftige Zerteilungen des Besitzes. Bei Schwarzburg-Rudolstadt wurde 1710 der Vorrang des Erstgeborenen bestimmt und durch den Kaiser 1716 bestätigt. Bei Schwarzburg-Sondershausen galt die Primogenitur ab 1716 und wurde 1719 bestätigt. Die Aufnahme in den Reichsfürstenrat erfolgte 1754.
Das Fürstentum Schwarzburg-Rudolstadt zählte 1910 circa 100.000, das Fürstentum Schwarzburg-Sondershausen circa 90.000 Einwohner. Der letzte regierende Fürst von Schwarzburg, Günther Victor von Schwarzburg-Rudolstadt, legte am 23./25. November 1918 als letzter deutscher Fürst die Regierungsgeschäfte nieder. Nach dem Ende der Monarchie entstanden im Jahr 1918 die Freistaaten Schwarzburg-Rudolstadt und Schwarzburg-Sondershausen. Das Land Thüringen, das die Gebiete der beiden schwarzburgischen Fürstentümer enthielt, wurde 1920 gebildet. Die bedeutsamere Hauptlinie Schwarzburg-Rudolstadt erlosch 1925 in direkter Linie mit dem Tode des kinderlosen Fürsten, der neben Schwarzburg-Rudolstadt auch das Fürstentum Schwarzburg-Sondershausen in Personalunion geführt hatte, da die zweite Hauptlinie bereits 1909 mit Fürst Karl Günther von Schwarzburg-Sondershausen erloschen war. Chef des Hauses Schwarzburg wurde 1925 Prinz Sizzo von Leutenberg, 1896 zum ebenbürtigen Prinzen zu Schwarzburg erhoben und zum Thronfolger bestimmt. Sein Sohn Friedrich Günther folgte ihm 1926 als Chef des fürstlichen Hauses mit dem Titel und Namen „Fürst zu Schwarzburg“ nach und verstarb 1971 kinderlos. Fürst Friedrich Günther selbst sorgte 1969 durch Adoption dafür, dass die fürstliche Familie zu Schwarzburg auch heute noch weiter besteht und der Name somit erhalten blieb. Friedrich Günthers Schwester Marie Antoinette hat Nachfahren, die Graf und Gräfin zu Solms-Wildenfels heißen.
Ökonomisch wurde um 1900 im Fürstentum Schwarzburg-Rudolstadt in der Oberherrschaft der Forstwirtschaft und in der Unterherrschaft dem Ackerbau nachgegangen. In den Tälern der Schwarza, Lichte und Loquitz existierten Schieferbrüche, in Frankenhausen gab es eine Saline. Die wichtigsten Industrien waren die Porzellan- und die Glasindustrie in der Oberherrschaft. Im Fürstentum Schwarzburg-Sondershausen gab es Land- und Forstwirtschaft, Bergbau, Hüttenwesen und diverse Industrie.

### Herrschaftsgebiete und Residenzen
Die Gebiete der Schwarzburger waren in Oberherrschaft oder Unterherrschaft eingeordnet. Die Schwarzburger Oberherrschaft umfasste ein Gebiet in den heutigen Landkreisen Saalfeld-Rudolstadt (Stadt Rudolstadt) und Ilm-Kreis (Stadt Arnstadt) im südlichen Mittelthüringen, die Schwarzburger Unterherrschaft lag im heutigen Kyffhäuserkreis (Städte Sondershausen und Frankenhausen) in Nordthüringen.
Schwarzburg-Rudolstadt  setzte sich ab 1599 aus dem größeren Teil der Oberherrschaft und dem kleineren Teil der Unterherrschaft zusammen. Zu Schwarzburg-Sondershausen zählte der größere Teil der Unterherrschaft und der kleinere Teil der Oberherrschaft. Die Residenz befand sich für Schwarzburg-Rudolstadt mit der Heidecksburg in Rudolstadt und für Schwarzburg-Sondershausen in Sondershausen mit Schloss Sondershausen.
Die Oberherrschaft von Schwarzburg-Rudolstadt bestand aus den Amtsgerichtsbezirken Rudolstadt, Stadtilm, Königsee, Oberweißbach, dem abgetrennten Gerichtsbezirk Leutenberg und vier kleineren Parzellen. Die Unterherrschaft von Schwarzburg-Rudolstadt umfasste die Amtsgerichtsbezirke Schlotheim und Frankenhausen. Die Ämter Kelbra und Heringen in Nordthüringen waren zwischen 1419 und 1815 im gemeinschaftlichen Besitz der Grafen von Schwarzburg (ab 1599 Schwarzburg-Rudolstadt) und Grafen zu Stolberg (ab 1706 Stolberg-Roßla) unter Lehnsoberherrschaft der albertinischen Wettiner (späteres Kurfürstentum Sachsen).
Die Landesteile des Fürstentums Schwarzburg-Rudolstadt grenzten an die Nachbarstaaten.
- Rudolstadt war umgeben von Sachsen-Weimar-Eisenach, Sachsen-Gotha-Altenburg, Sachsen-Coburg-Saalfeld, Sachsen-Meiningen, Sachsen-Hildburghausen und Schwarzburg-Sondershausen.
- Leutenberg grenzte an Reuß-Lobenstein, Reuß-Ebersdorf, Sachsen-Coburg-Saalfeld und den preußischen Kreis Ziegenrück.
- Bei Frankenhausen lagen Schwarzburg-Sondershausen und die preußische Provinz Sachsen.[15]
- Weiterhin existierten sieben eigene Exklaven und fremde Exklaven anderer Staatsgebiete.

Das Fürstentum Schwarzburg-Sondershausen hatte die folgenden Nachbarstaaten:
- Sondershausen hatte die preußische Provinz Sachsen und Schwarzburg-Rudolstadt als Nachbarn, die westlich von Sondershausen gelegene Exklave Volkenroda von Sachsen-Gotha-Altenburg und die Exklave Straußberg von Schwarzburg-Rudolstadt.
- Arnstadt grenzte an Sachsen-Gotha-Altenburg, die preußische Provinz Sachsen und Schwarzburg-Rudolstadt.
- Gehren lag bei Schwarzburg-Rudolstadt, Sachsen-Hildburghausen und bei der Exklave Ilmenau von Sachsen-Weimar-Eisenach.[16]

Zuvor residierten Schwarzburger Grafen im Längwitzgau im Südosten Thüringens nördlich des Thüringer Waldes zwischen den Flüssen Gera und Schwarza, auf den Burgen Schwarzburg, Burg Greifenstein (Bad Blankenburg) (ab dem 13. Jahrhundert), Wachsenburg (1306–1369), Leuchtenburg (1313–1396), Schloss Friedensburg (Leutenberg) (ab 1362) und der Käfernburg (ab 1446), die ab 1560 als Herrschaftssitz von Schloss Neideck in Arnstadt ersetzt wurde, bis die Residenz 1716 von dort nach Sondershausen verlegt wurde. Weitere Sitze des Geschlechts waren im Kyffhäuserkreis im Norden von Thüringen die Burgen Straußberg (ab 1356) und Frankenhausen sowie das Schloss Ebeleben.

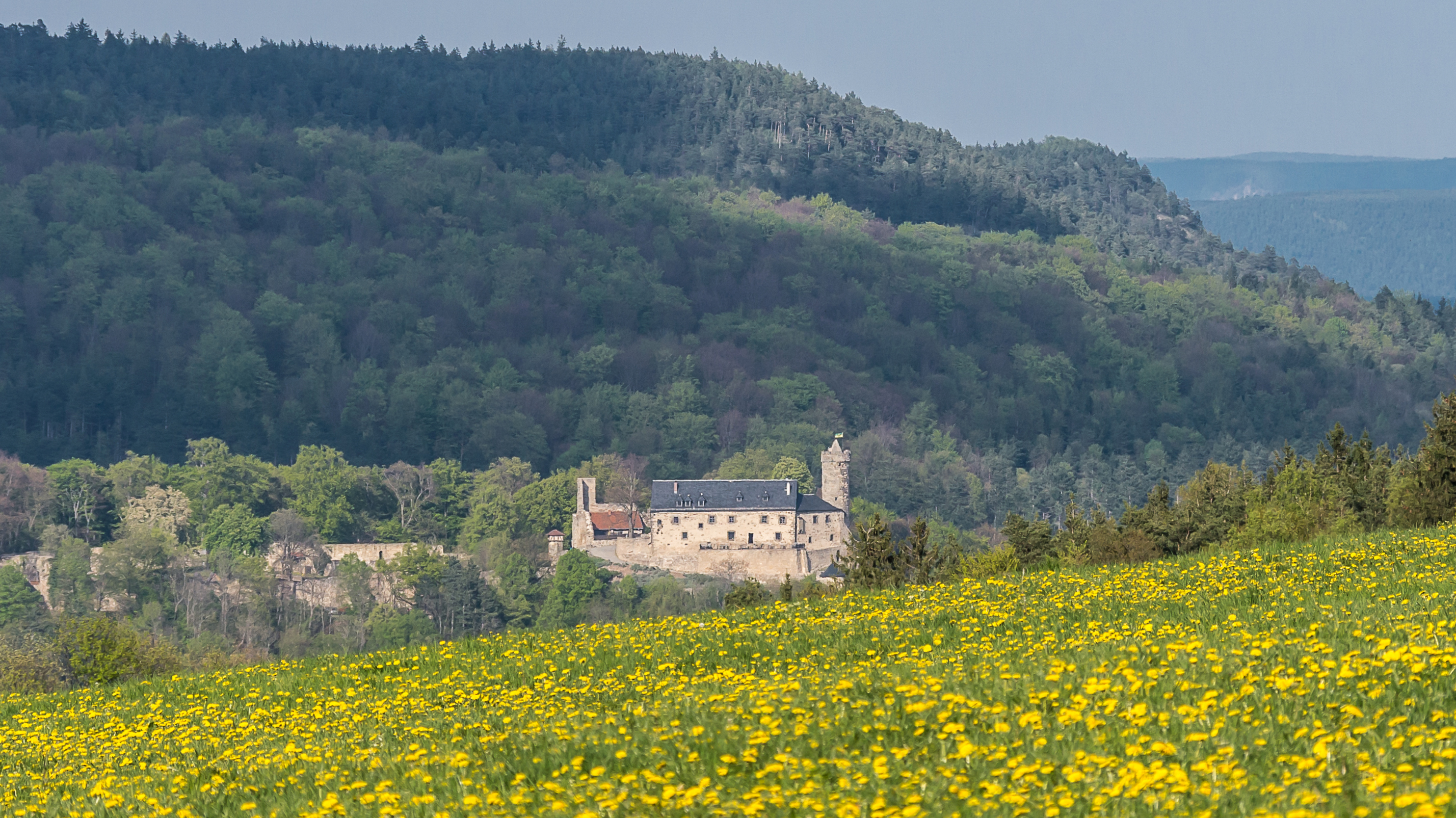
Burg Greifenstein (Bad Blankenburg), vom 13. bis 15. Jahrhundert Sitz der Grafen von Schwarzburg-Käfernburg
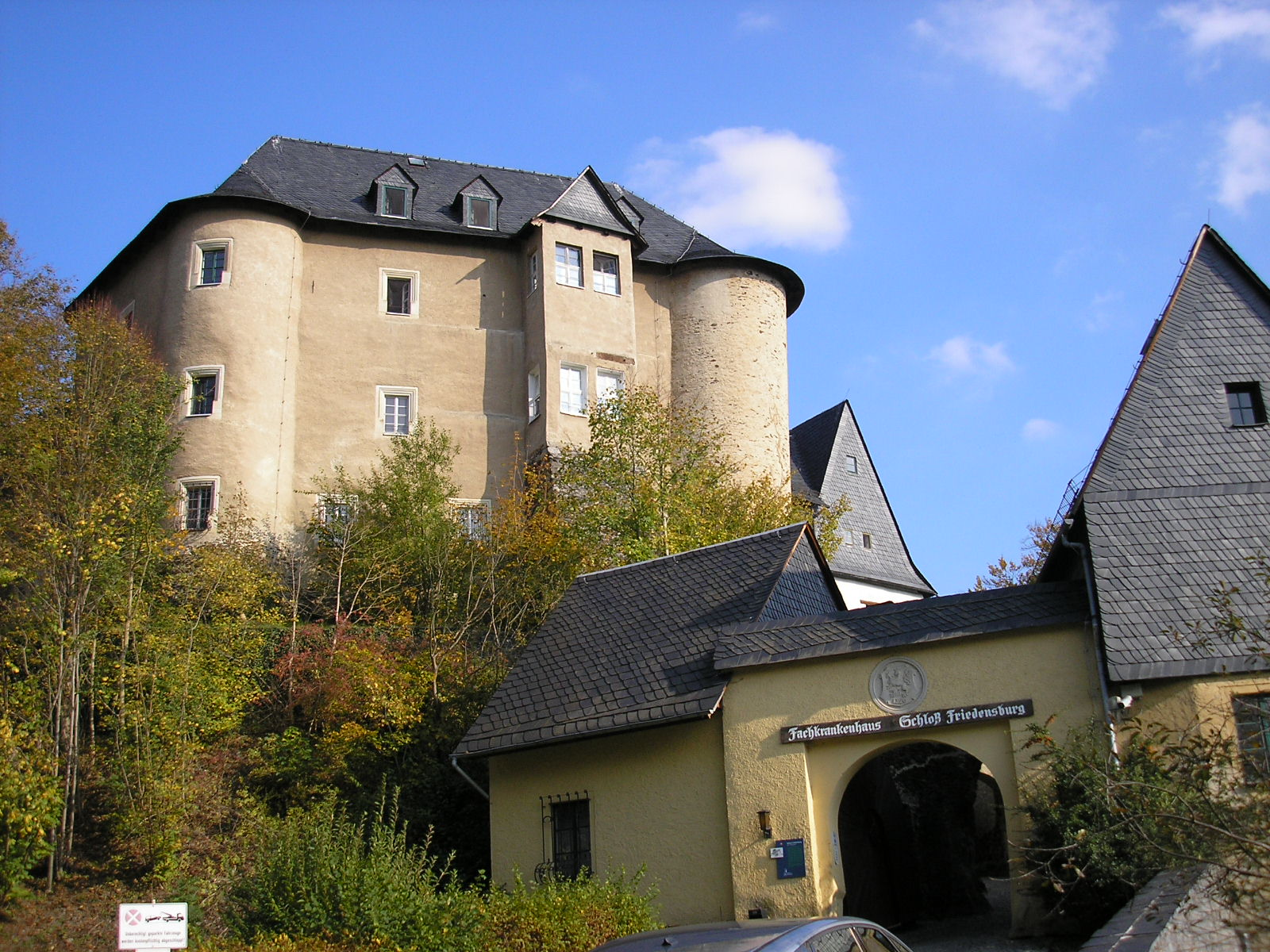
Schloss Friedensburg (Leutenberg)
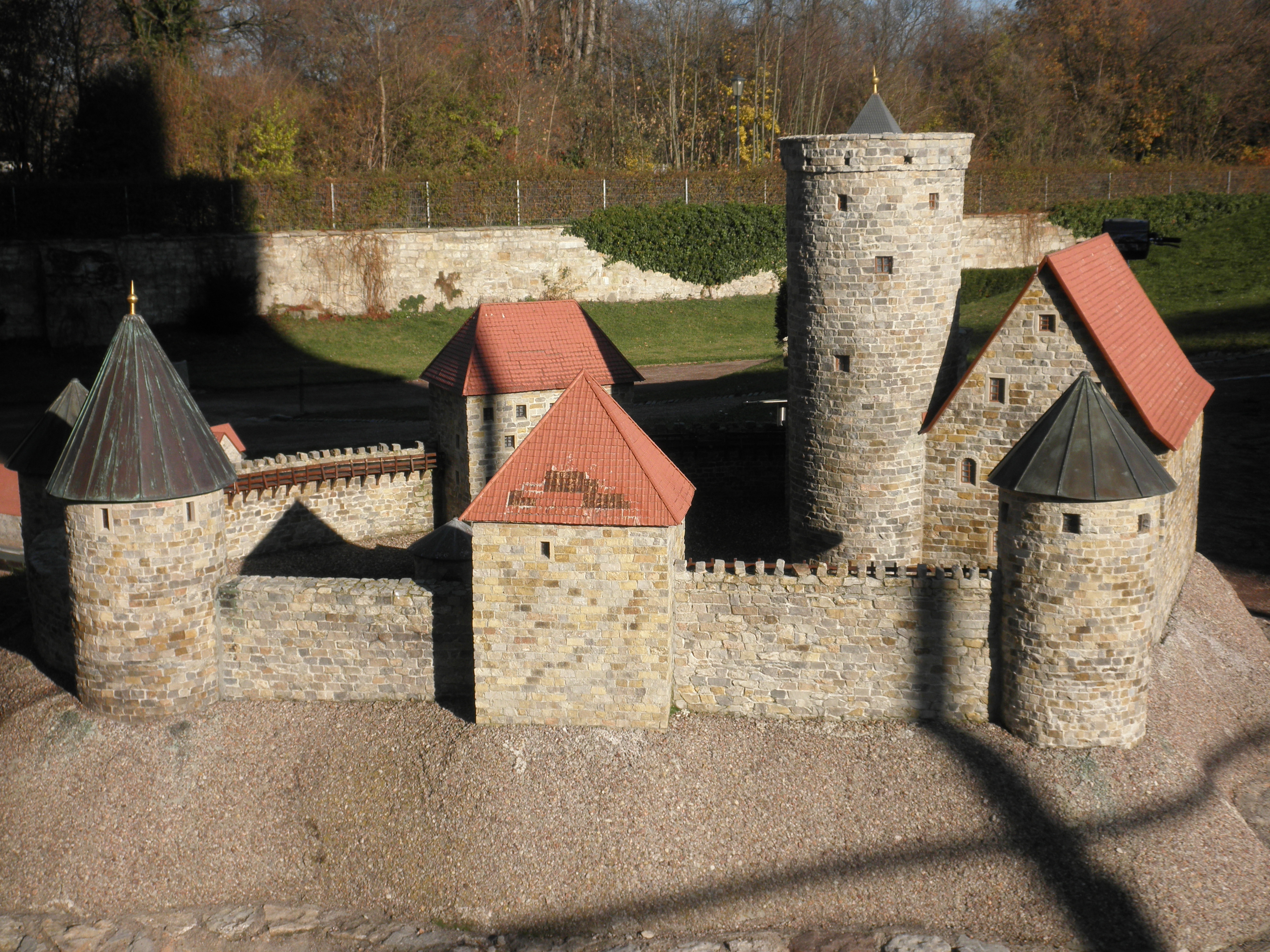
Käfernburg (Modell)
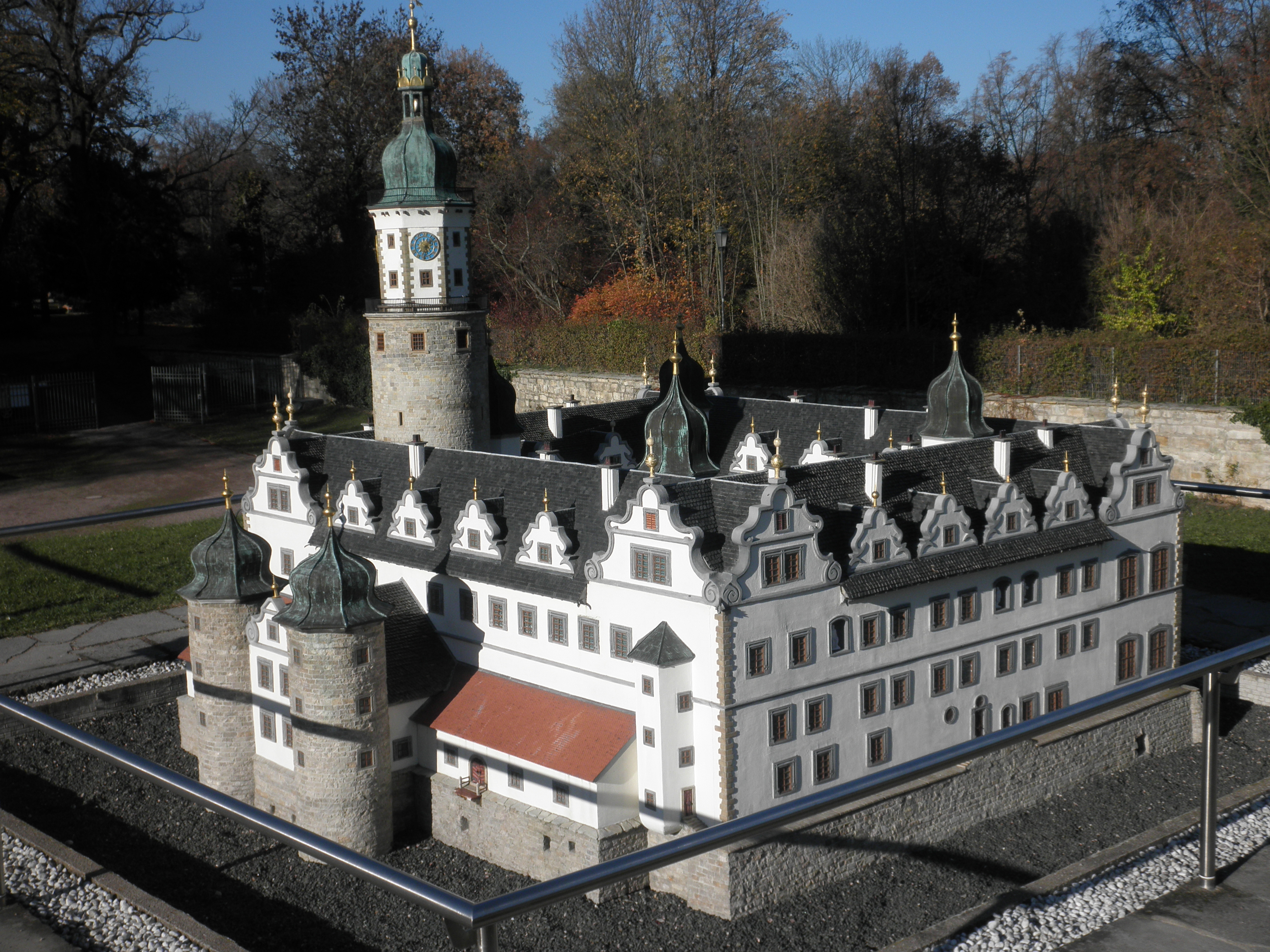
Schloss Neideck in Arnstadt um 1580 (Modell)
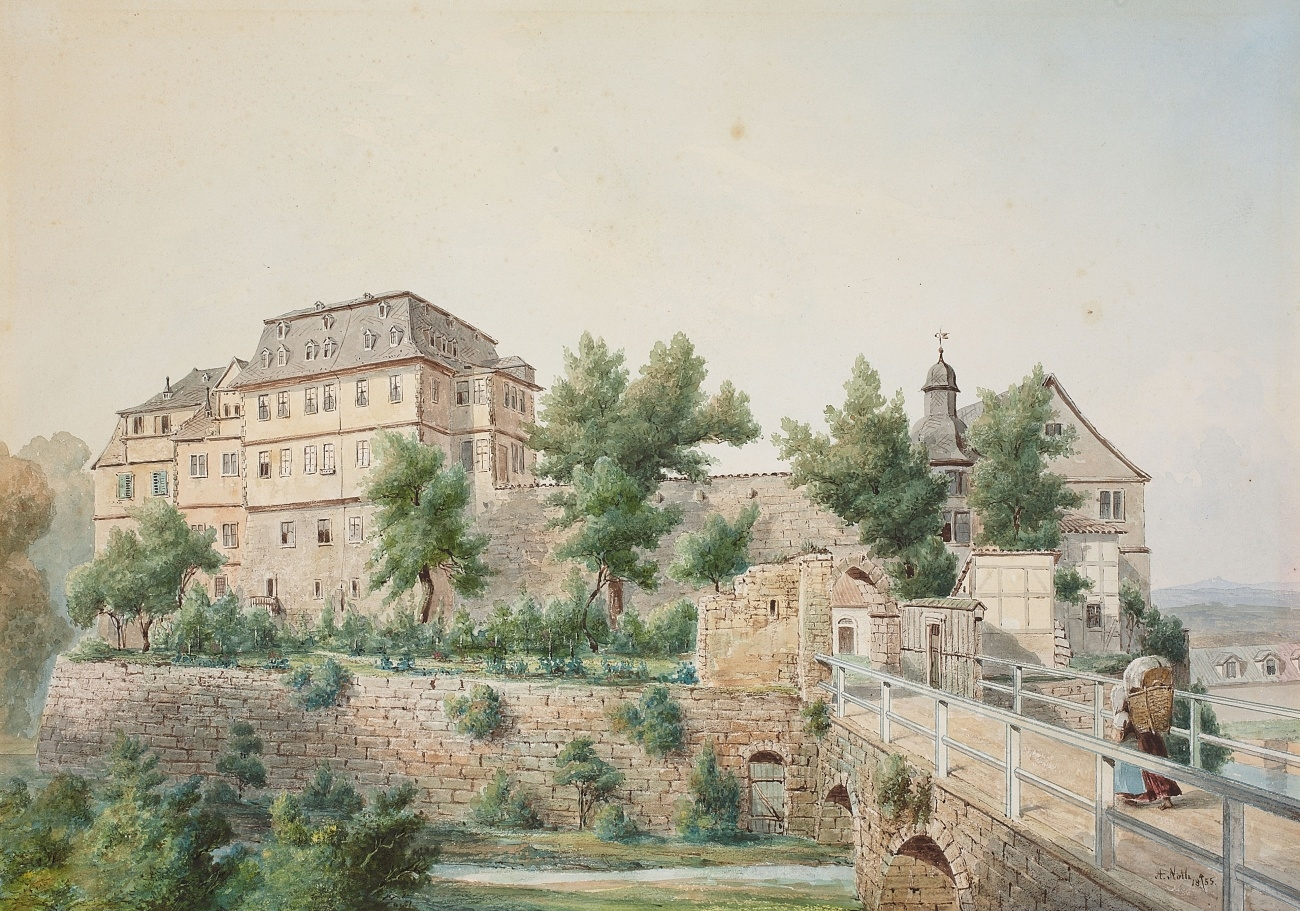
Schloss Ebeleben, 1855 (zerstört 1945)

### Die Regenten von Schwarzburg-Rudolstadt
Schwarzburg-Rudolstadt wurde von folgenden Grafen respektive Fürsten regiert:
- 1574–1605 Albrecht VII., Graf von Schwarzburg-Rudolstadt, Sohn von Günther XL.
- 1605–1630 Karl Günther
- parallel 1612–1634 Albrecht Günther
- parallel 1612–1646 Ludwig Günther I.
- 1646–1662 vormundschaftlich Emilie von Delmenhorst
- 1662–1710 Albert Anton
- 1710–1718 Ludwig Friedrich I., 1710 Erhebung in den Reichsfürstenstand
- 1718–1744 Friedrich Anton
- 1744–1767 Johann Friedrich
- 1767–1790 Ludwig Günther II.
- 1790–1793 Friedrich Karl
- 1793–1807 Ludwig Friedrich II.
- 1807–1814 vormundschaftlich Karoline von Hessen-Homburg
- 1814–1867 Friedrich Günther
- 1867–1869 Albert
- 1869–1890 Georg Albert
- 1890–1918 Günther Victor (Personalunion)

### Die Regenten von Schwarzburg-Sondershausen
Als Regenten von Schwarzburg-Sondershausen wirkten:
- 1571–1586 Johann Günther I., Graf von Schwarzburg-Sondershausen, Sohn von Günther XL.
- 1586–1593 vormundschaftlich Anton I. von Oldenburg und Johann VII. von Oldenburg
- 1593–1594 Günther XLII.
- 1594–1600 Günther XLII. und Anton Heinrich
- 1600–1601 Günther XLII., Anton Heinrich und Johann Günther II.
- 1601–1631 Günther XLII., Anton Heinrich, Johann Günther II. und Christian Günther I.
- 1631–1638 Günther XLII., Anton Heinrich und Christian Günther I.
- 1638–1642 Günther XLII. und Christian Günther I.
- 1642–1666 Christian Günther II., Regent der Oberherrschaft (Arnstadt)
- 1642–1666 Anton Günther I., Regent der Unterherrschaft (Sondershausen)
- 1642–1681 Ludwig Günther II., Regent der Unterherrschaft (Ebeleben)
- 1666–1716 Christian Wilhelm und Anton Günther II., 1697 Erhebungen in den Reichsfürstenstand
- 1716–1720 Christian Wilhelm, 1697 Erhebung in den Reichsfürstenstand
- 1720–1740 Günther I.
- 1740–1758 Heinrich
- 1758–1794 Christian Günther III.
- 1794–1835 Günther Friedrich Carl I.
- 1835–1880 Günther Friedrich Carl II.
- 1880–1909 Karl Günther
- 1909–1918 Günther Victor von Schwarzburg-Rudolstadt (Personalunion)

## Die Bauwerke der Schwarzburger

### Das Stammschloss Schwarzburg

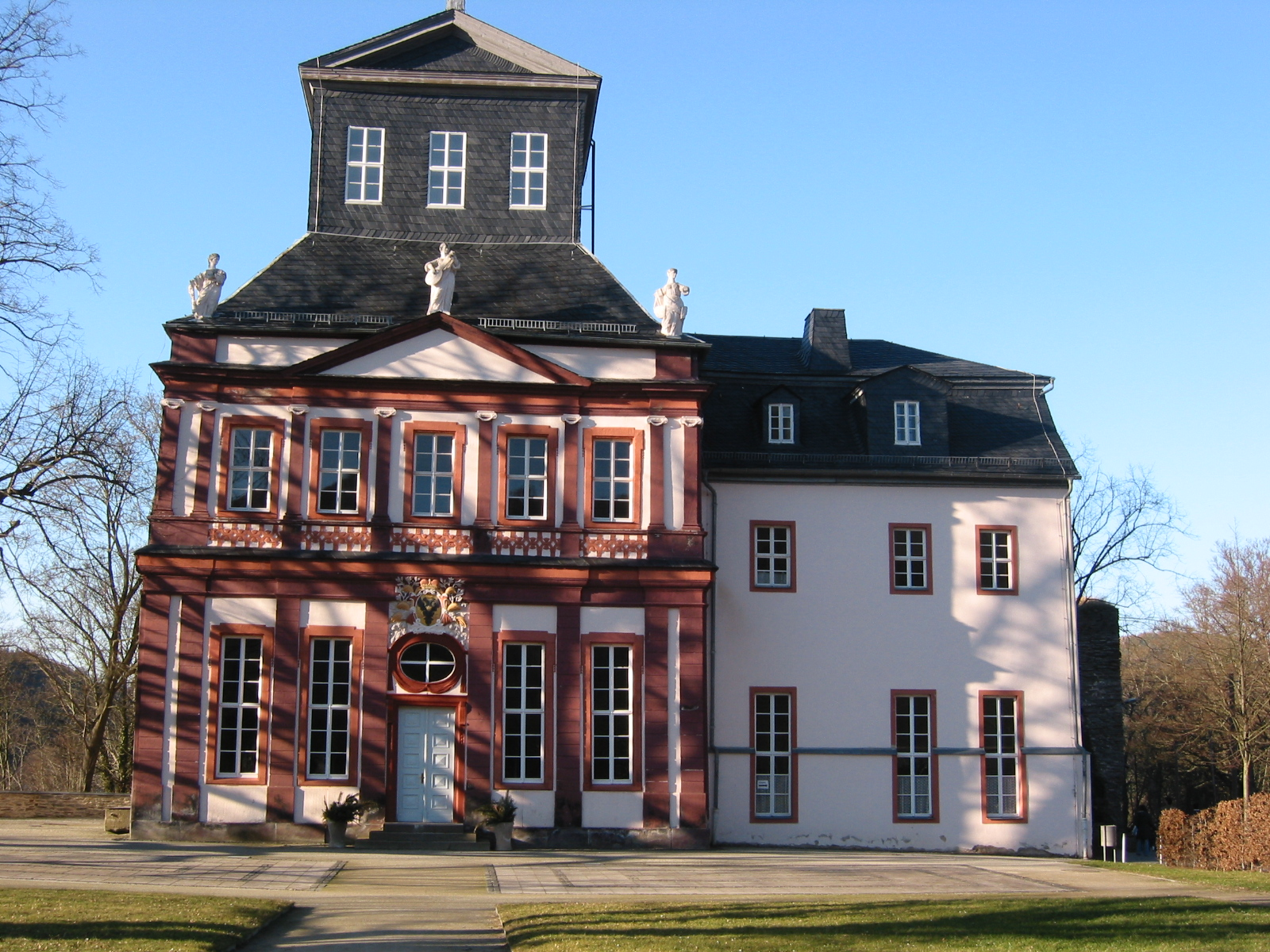
Schloss Schwarzburg, Kaisersaal

Die Schwarzburg, der Stammsitz der Familie, steht in Schwarzburg. Die „Swartzinburg“ wurde in einer Urkunde des Bischofs Anno II. von Köln 1071 genannt. Mit Erlöschen der schwarzburg-schwarzburgischen Linie des Grafenhauses 1450 kam die Schwarzburg an die beiden noch bestehenden Linien Schwarzburg-Arnstadt-Sondershausen und Schwarzburg-Leutenberg. Seitdem nur noch Nebensitz, wurde die Burg bis in das 16. Jahrhundert hinein von beiden Linien gleichberechtigt regelmäßig genutzt. Im Jahre 1584 fiel die Schwarzburg vollständig an das Haus Schwarzburg-Rudolstadt unter Graf Albrecht VII., der aber weiterhin auf der Heidecksburg residierte. Im Jahr 1664 wurde der Gebäudekomplex festungsartig ausgebaut, um bei einem Angriff von osmanischem Truppen zur Gegenwehr fähig zu sein. Mit der Erhebung der Grafen von Schwarzburg-Rudolstadt in den Reichsfürstenstand 1710 unter Ludwig Friedrich I. wurde das bis dahin eher vernachlässigte Schloss Schwarzburg als Stammsitz des Fürstenhauses aufgewertet und in einen repräsentativen herrschaftlichen Nebensitz im barocken Stil umgestaltet, mit einem „Kaisersaal“ zu Ehren des Reichsoberhaupts. Im 19. Jahrhundert historisierend verändert, fiel das Schloss 1918 an das Land Thüringen, jedoch erhielt die ehemalige Fürstenfamilie Wohnrecht auf der Schwarzburg. Schloss Schwarzburg wird derzeit umfangreich restauriert.

### Die Heidecksburg in Rudolstadt

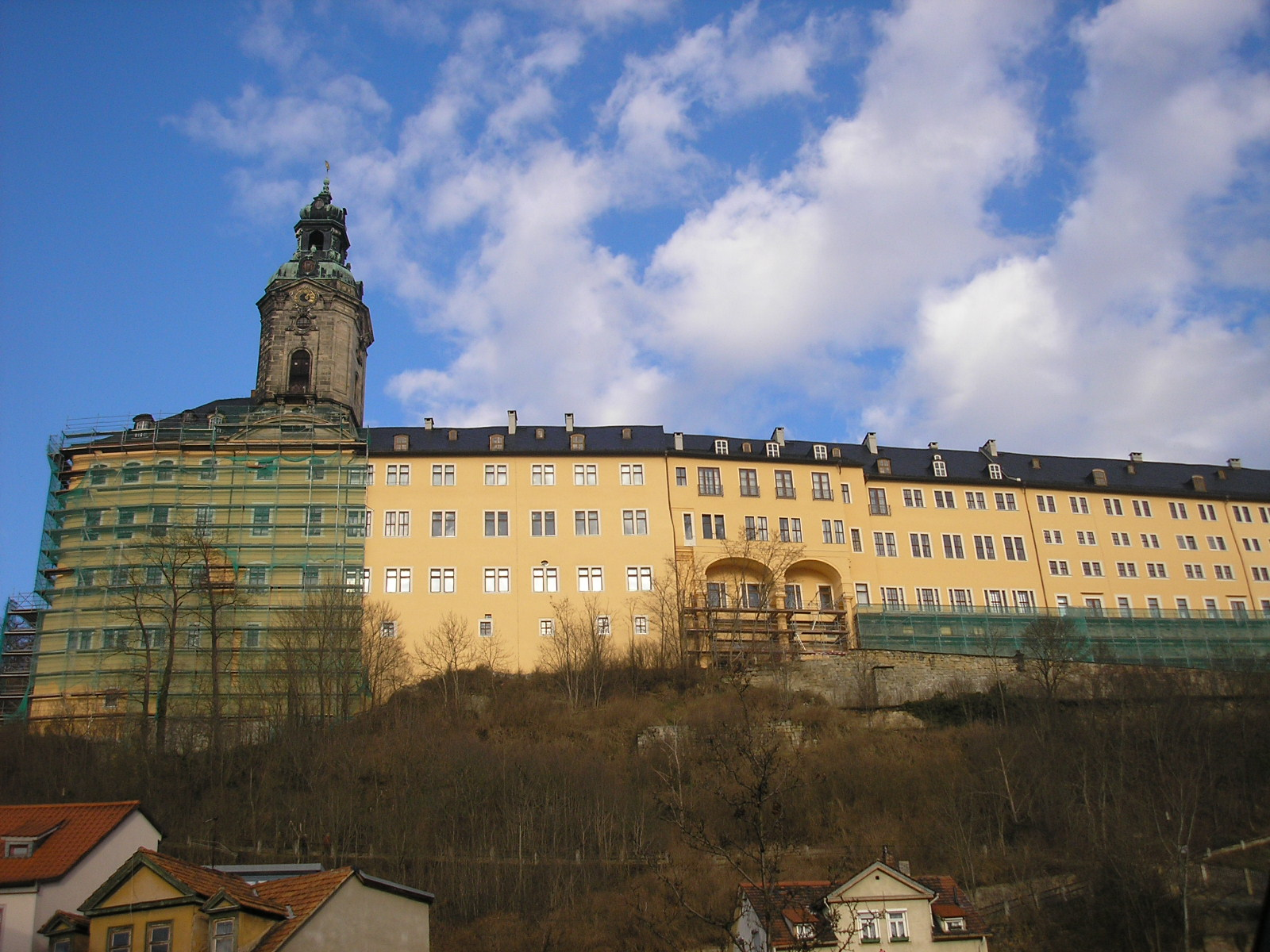
Heidecksburg in Rudolstadt

Das Residenzschloss Heidecksburg in der Altstadt von Rudolstadt wurde bis in die zweite Hälfte des 18. Jahrhunderts als Barockbau erstellt. Zuvor existierte ein dreiflügeliges Renaissanceschloss, das 1735 abbrannte. Die ursprüngliche Burg der Grafen von Orlamünde stammte aus dem 13. Jahrhundert. Die Burg ging 1334 durch Kauf an die Schwarzburger, wurde jedoch in der Thüringer Grafenfehde 1345 zerstört. Die Bauarbeiten für das heutige Schloss nahmen 1737 ihren Anfang, wobei das Gebäude in seinen Ausmaßen dem vorherigen Renaissanceschloss ähnelt. Das Schloss entsprach den Repräsentationsbedürfnissen der Linie Schwarzburg-Rudolstadt, nachdem diese 1710 in den Reichsfürstenstand erhoben worden war. Als Architekt wurde Johann Christoph Knöffel verpflichtet. Die Heidecksburg war von 1574 bis 1918 die Residenz der Grafen bzw. Fürsten von Schwarzburg-Rudolstadt. Heute dienen die Räumlichkeiten unter anderem dem Thüringer Landesmuseum Heidecksburg und dem Thüringer Staatsarchiv Rudolstadt.

### Schloss Sondershausen

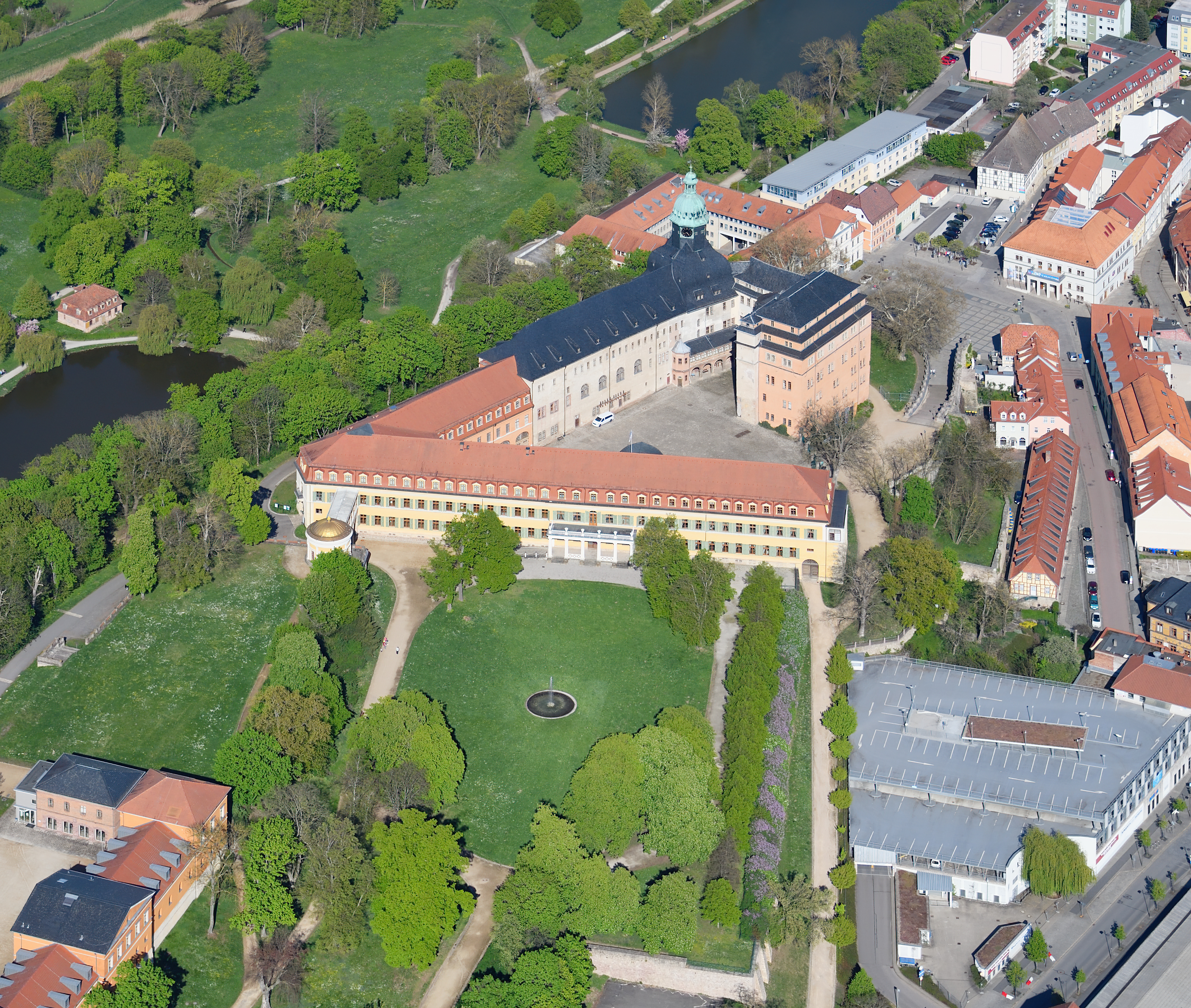
Schloss Sondershausen, Blick auf die Gesamtanlage

Schloss Sondershausen in Sondershausen war die Residenz der Linie Schwarzburg-Sondershausen. Die frühere Burg wurde 1287 erstmals erwähnt. 1356 ging sie in den Besitz der Grafen von Schwarzburg über. Graf Günther XL. („der Reiche“ oder „der mit dem fetten Maule“) ließ 1533 die Burg größtenteils abreißen und begann ab 1534 mit dem Bau des Renaissanceschlosses.
1837–1838 ließ Fürst Günther Friedrich Carl II. den Schlosskomplex vom Schinkelschüler Carl Scheppig im Stil des Klassizismus umgestalten. Die verwitwete Fürstin Anna Luise von Schwarzburg wohnte bis zu ihrem Tode 1951 im Schloss. Es beherbergt heute ein Museum.

### Weitere Schlösser

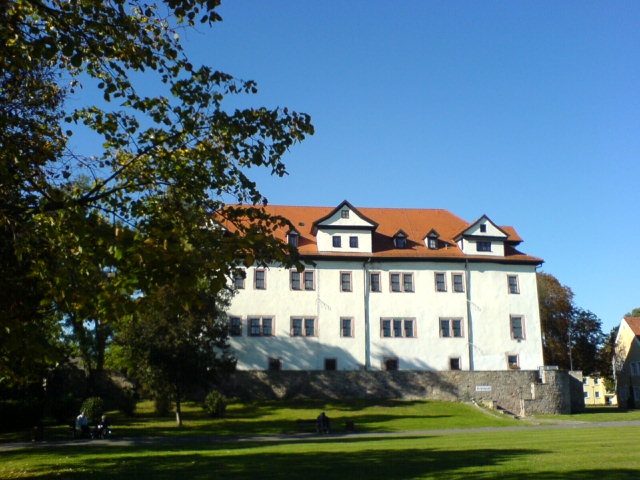
Schloss Frankenhausen, von 1339 bis 1918 Rudolstädter Nebenresidenz
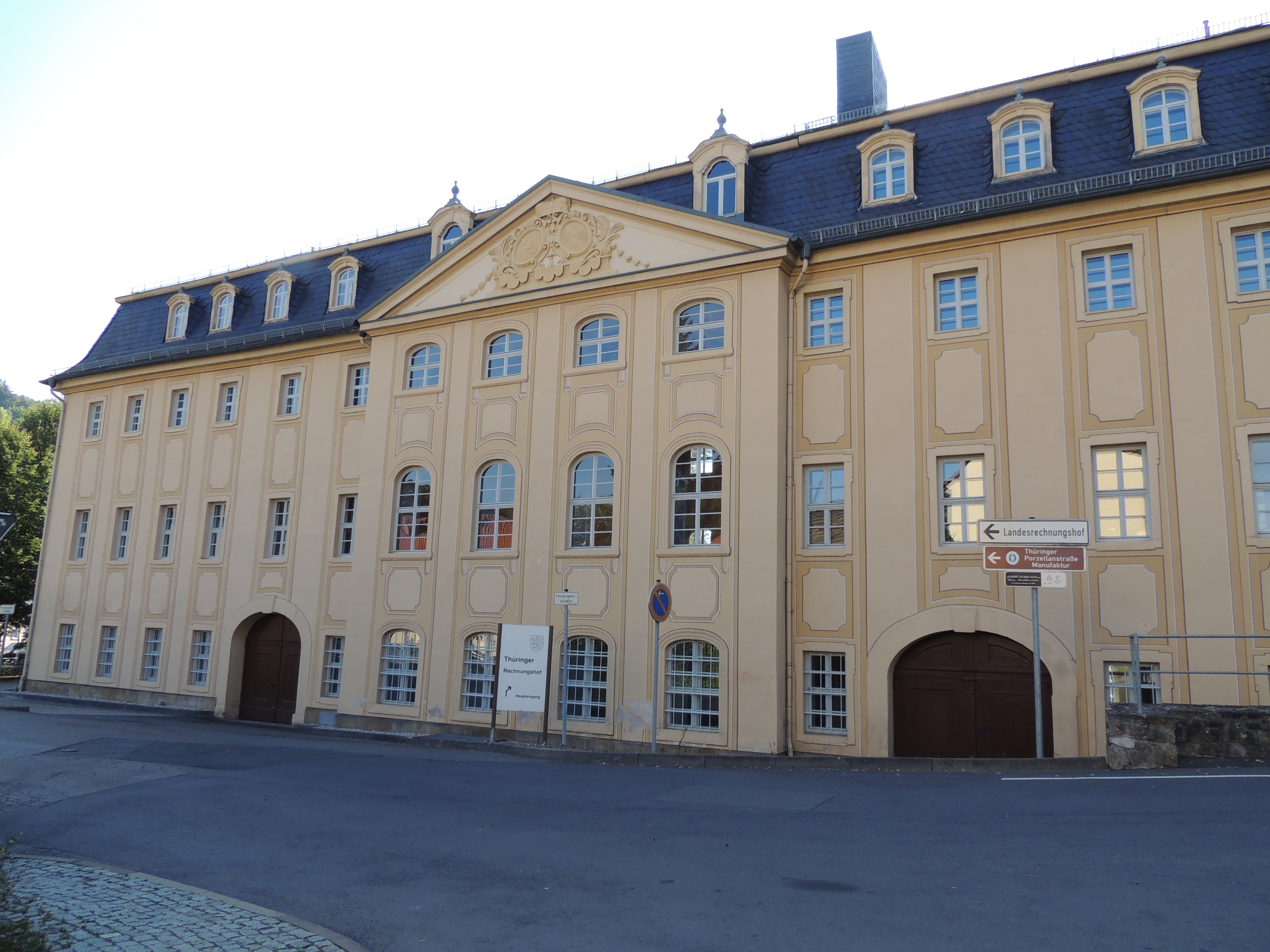
Schloss Ludwigsburg (Rudolstadt), erbaut 1734–41
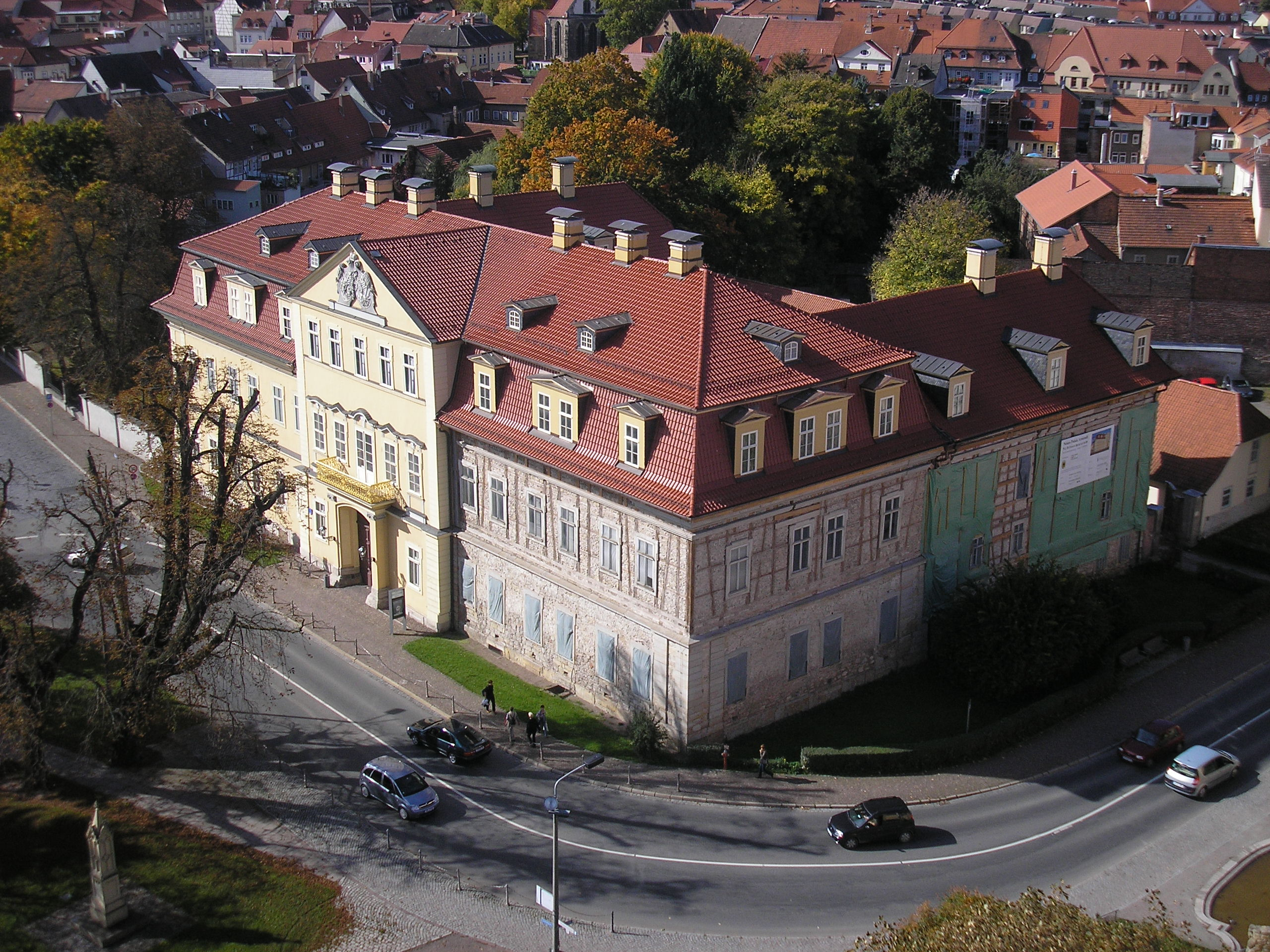
Neues Palais in Arnstadt, Sondershauser Witwensitz, um 1730
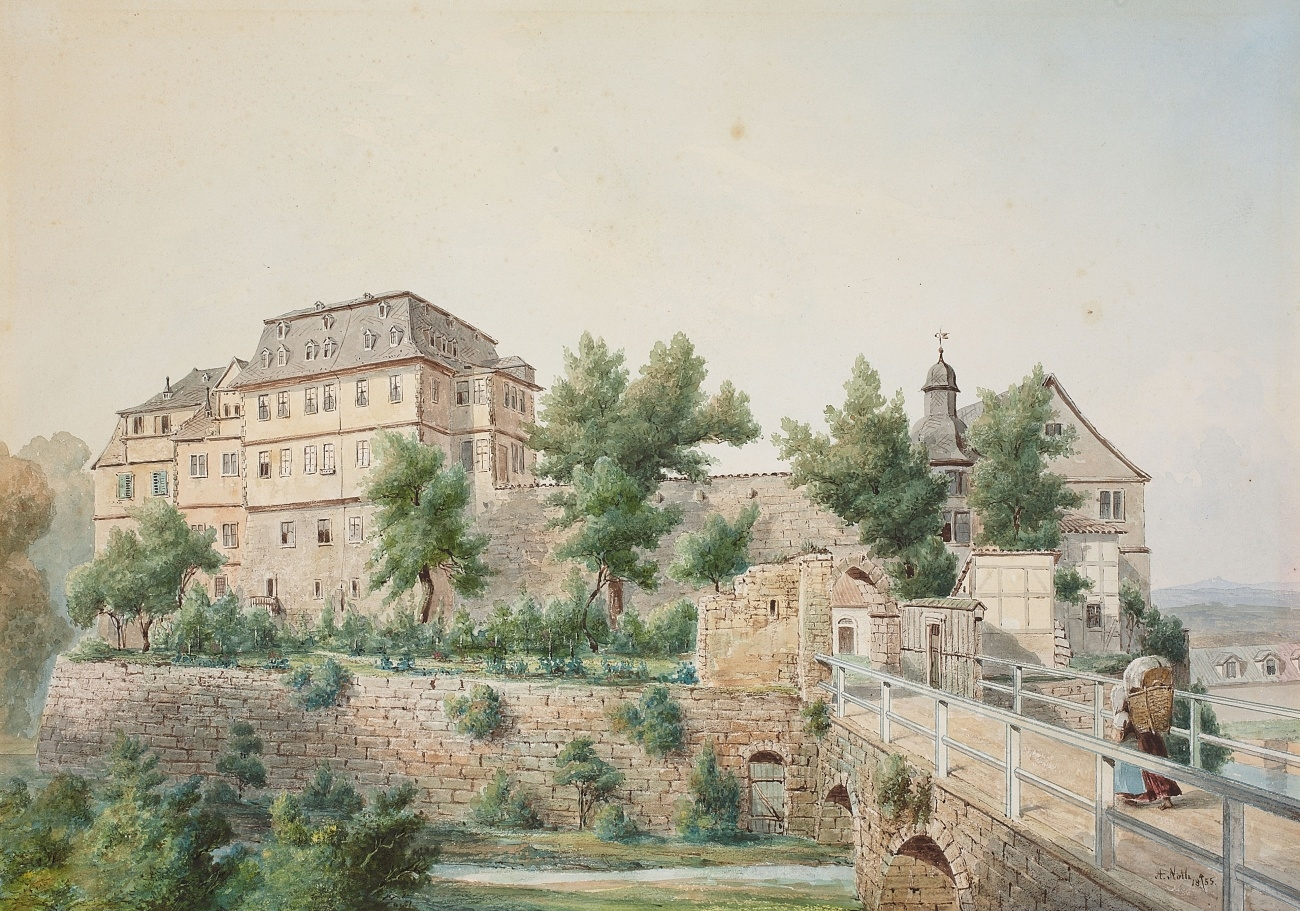
Schloss Ebeleben, seit dem 12. Jahrhundert verlehnte Burg der Schwarzburger, 1616 zurückgekauft vom Haus Schwarzburg-Sondershausen
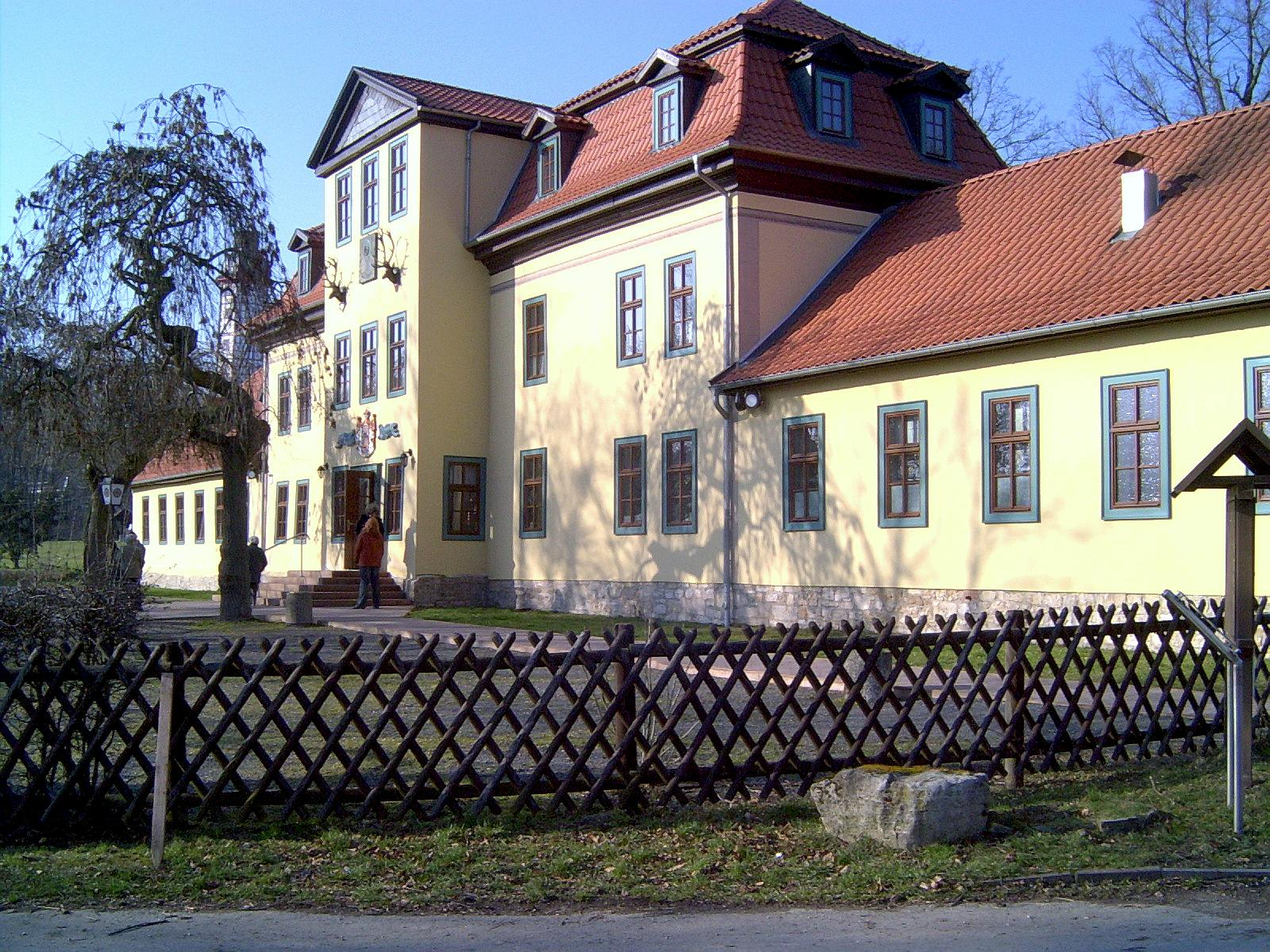
Jagdschloss Zum Possen (Sondershausen)
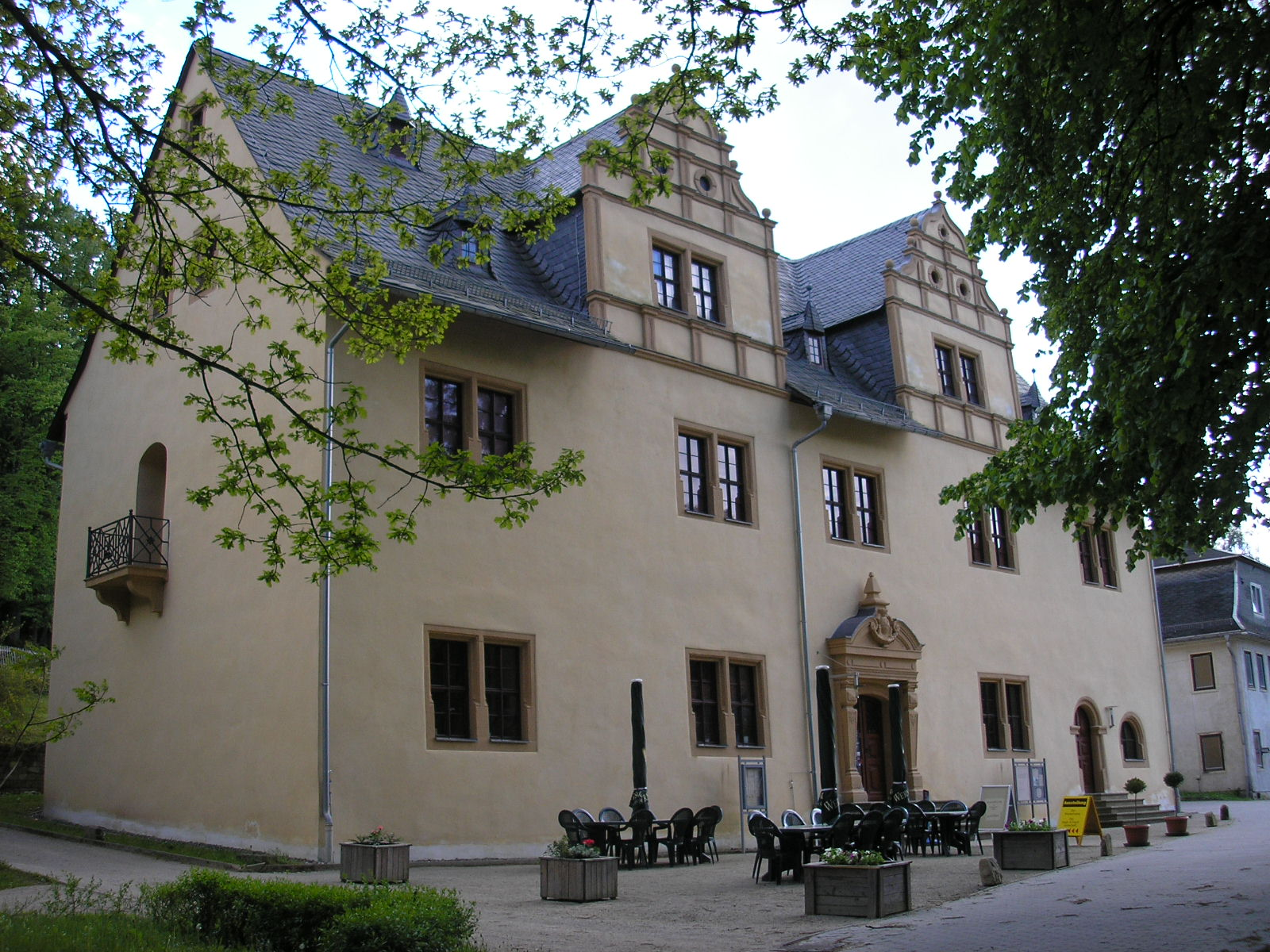
Jagdschloss am Kloster Paulinzella
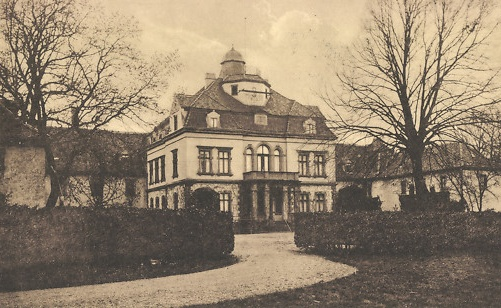
Jagdschloss Rathsfeld

## Wappen und Orden
Die Blasonierung des Stammwappens der Grafen von Kevernburg-Schwarzburg lautet: „Auf Blau ein goldener, auch rotgekrönter, leopardisierter Löwe“. Nach der Erhebung in den Reichsfürstenstand 1697 bzw. 1710 wurde ein neues, gemehrtes Wappen angenommen.

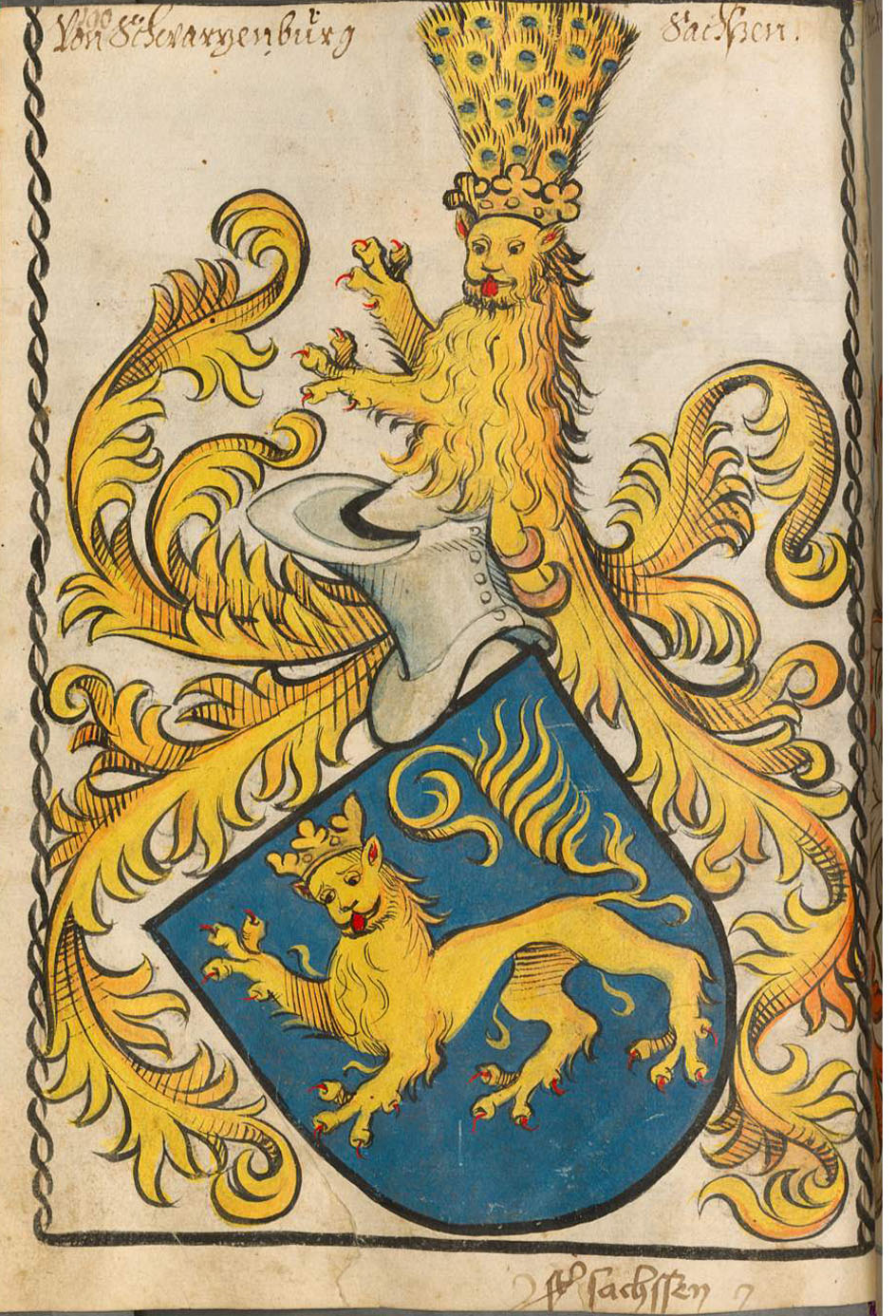
Wappen derer von Schwarzburg in Scheiblers Wappenbuch
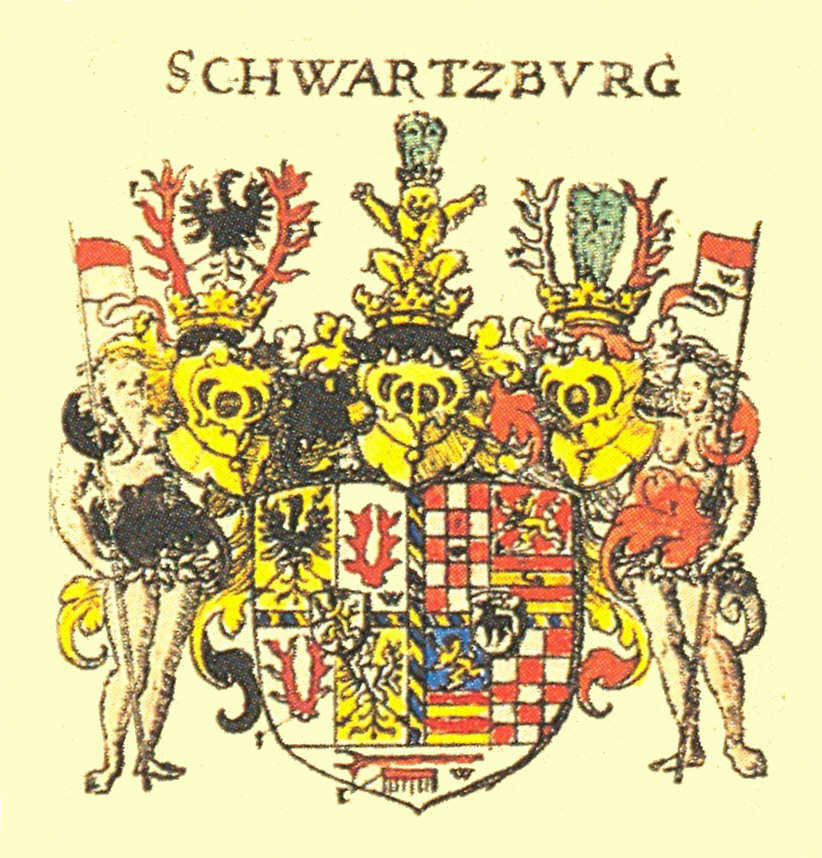
Großes Wappen der Fürsten von Schwarzburg in Siebmachers Wappenbuch (1605)
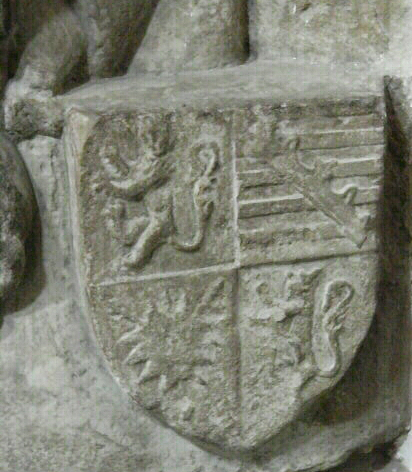
Wappen auf dem Epitaph des Würzburger Fürstbischofs Gerhard von Schwarzburg
Wappen von Schwarzburg-Rudolstadt
Wappen von Schwarzburg-Sondershausen

### Ehrenkreuz von Schwarzburg
Der gemeinsame Hausorden der Fürstentümer Schwarzburg-Rudolstadt und Schwarzburg-Sondershausen war das Ehrenkreuz von Schwarzburg. Es wurde am 20. Mai 1853 von Fürst Friedrich Günther von Schwarzburg-Rudolstadt gestiftet. Ab 28. Juni 1857 erfolgte die Verleihung als gemeinsamer Orden mit dem fürstlichen Haus Schwarzburg-Sondershausen.

## Frühe Familienmitglieder
| Name          | Lebensdaten       | Bemerkungen                                                                                |
| ------------- | ----------------- | ------------------------------------------------------------------------------------------ |
| Sizzo III.    | * um 1080, † 1160 | Stammvater von Kevernburg-Schwarzburg                                                      |
| Heinrich I.   | * um 1130, † 1184 | Sohn von Sizzo III.                                                                        |
| Günther II.   | * um 1135, † 1197 | Sohn von Sizzo III., Stifter der Linie Kevernburg                                          |
| Günther III.  | † 1223            | Sohn von Günther II., dessen Sohn Albert I. war Stifter der käfernburger Linie Rabenswalde |
| Ludolf II.    | † 1255            | Sohn von Günther II., Stifter der käfernburger Linie Hallermund                            |
| Heinrich II.  | * um 1150, † 1236 | Sohn von Günther II., Stammvater der Schwarzburger                                         |
| Heinrich III. | † 1259            | Sohn von Heinrich II.                                                                      |
| Günther VII.  | † 1274            | Sohn von Heinrich II., Linie Schwarzburg-Blankenburg                                       |
| Günther IX.   | † 1289            | Sohn von Günther VII., Stifter der Linie Schwarzburg-Schwarzburg                           |
| Heinrich V.   | † 1285            | Sohn von Günther VII., nunmehr Schwarzburg-Blankenburg                                     |

## Genealogie

### Chronologische Entwicklung der Stammlinien
| Kevernburg-Schwarzburg urkundlich 1103 |                               | | |
| Kevernburger (bis 1385)                | Kevernburger (bis 1385)       | Schwarzburger | Schwarzburger |
| Hallermund 1191–1412                   | Hallermund 1191–1412          | Schwarzburg-Blankenburg (ab 1275)                                                                                          | Schwarzburg-Schwarzburg 1275–1397                                                                                      |
| Rabenswalde (Wiehe) 1227–1312          | Rabenswalde (Wiehe) 1227–1312 | Aus Schwarzburg-Blankenburg entstanden die Linien: Schwarzburg-Rudolstadt (seit 1599), Schwarzburg-Sondershausen 1599–1909 | Aus Schwarzburg-Schwarzburg entstanden die Linien: Schwarzburg-Wachsenburg 1327–1450, Schwarzburg-Leutenberg 1362–1564 |